# Pérou
Pour les articles ayant des titres homophones, voir Perrou, Perroud et Peyroux.
République du Pérou
(es) República del Perú 
(qu) Piruw Ripuwlika 
(ay) Piruwxa Ripuwlika 
Le Pérou, en forme longue la république du Pérou (en espagnol : Perú et República del Perú ( audio) ; en quechua : Piruw et Piruw Ripuwlika ; en aymara : Piruw et Piruwxa Ripuwlika), est un pays de l'ouest de l'Amérique du Sud. Il est bordé au nord par l'Équateur et la Colombie, à l'est par le Brésil, au sud-est par la Bolivie, au sud par le Chili, et au sud et à l'ouest par l'océan Pacifique. Le Pérou est un pays mégadivers avec des habitats allant des plaines arides de la région côtière du Pacifique à l'ouest aux sommets des montagnes des Andes s'étendant du nord au sud-est du pays à la forêt tropicale du bassin amazonien à l'est avec le fleuve Amazone. Le Pérou compte 34 millions d'habitants et sa capitale et plus grande ville est Lima. Avec 1,28 million de km2, le Pérou est le 20e plus grand pays du monde et le troisième d'Amérique du Sud.
Le territoire péruvien abritait plusieurs cultures au cours des périodes antique et médiévale, et possède l'une des plus longues histoires de civilisation de tous les pays, son héritage pouvant être remonté jusqu'au 10e millénaire avant notre ère. Les cultures et civilisations précoloniales notables incluent la civilisation Caral-Supe (la plus ancienne civilisation des Amériques et considérée comme l'un des berceaux de la civilisation), la culture Nazca, les empires Huari et Tiwanaku, le royaume de Cuzco et l'empire Inca, le plus grand État connu des Amériques précolombiennes qui à son apogée a réussi à s'étendre sur 2 500 000 km2.
Au XVIe siècle, la conquête du Pérou a lieu, après quoi le territoire devient la vice-royauté du Pérou de l'Empire espagnol, articulée autour de l'exploitation de l'argent et de l'or avec le travail forcé des indigènes et des esclaves africains dans les mines et les fermes. Les Espagnols laissent également un héritage culturel, représenté dans l'art et l'architecture baroques. En 1551, la couronne espagnole fonde officiellement l'université nationale principale de San Marcos à Lima, la première et la plus ancienne université du Nouveau Monde. Les Réformes bourboniennes du XVIIIe siècle donnent lieu à divers soulèvements contre l'autorité coloniale, dont le plus important fut la révolte de Túpac Amaru II.
Son territoire est composé de paysages variés : les vallées, plateaux et hauts sommets des Andes se déploient à l'ouest vers la côte désertique, du nord au sud-est du pays et à l'est vers l'immense Amazonie. C'est l'un des pays avec la plus grande diversité biologique et le plus de ressources minérales de la planète. Il englobe une section de la forêt amazonienne et du Machu Picchu, une ancienne ville inca aux hauteurs des Andes. La région autour du Machu Picchu, y compris la Vallée Sacrée, le Chemin de l'Inca et la ville coloniale de Cuzco, est riche en sites archéologiques.
Le sol est la monnaie nationale péruvienne depuis 1991, en remplacement de l'inti,. La Constitution instaurée en 1993 sous le régime autoritaire d'Alberto Fujimori oriente l'économie péruvienne vers le néolibéralisme. Le Pérou est l'un des pays les plus inégalitaires au monde, 1 % de la population détenant 30 % des richesses.
Le Pérou est un pays membre de l'Organisation des Nations unies, du Forum de coopération économique pour l'Asie-Pacifique (APEC) et de la Communauté andine des nations (CAN). Il est aussi un membre actif de l'Alliance du Pacifique, de l'Accord de partenariat transpacifique et de l'Organisation mondiale du commerce et est considéré comme une puissance moyenne.
Le Pérou a une population qui comprend des Mestizos, Amérindiens, Européens, Africains et Asiatiques. La principale langue parlée est l'espagnol, bien qu'un nombre important de péruviens parlent les langues quechuan, aymara, ou d'autres langues indigènes. Ce mélange de traditions culturelles a donné lieu à une grande diversité d'expressions dans des domaines tels que l'art, la cuisine, la littérature et la musique.

## Nom
Le nom « Pérou » dérive de Birú, dénomination d'un cacique qui vivait près de la baie de San Miguel (Panama), au début du XVIe siècle. Une autre version signale que Birú viendrait du nom d'un fleuve d'une région explorée par le conquistador Francisco Pizarro lors de sa première expédition. Lorsque des aventuriers espagnols les ont parcourus en 1552, les territoires du chef local étaient la partie la plus méridionale du Nouveau Monde. Les indigènes de la zone rapporteront quelques vagues informations sur l'existence d'un riche et lointain royaume. Le nom est rapidement passé dans le langage courant de l'époque pour désigner un territoire légendaire situé tout au sud de l'isthme de Panama. Par la suite, Francisco Pizarro et ses hommes, lors de l'occupation de l'Empire inca en 1532, emploieront le nom Péru pour désigner les nouvelles terres conquises.
Le plus ancien document juridique attestant la dénomination Pérou est la Capitulation de Toledo rédigée en 1529. Dans ce texte, le roi Charles Quint concède les territoires à conquérir à Francisco Pizarro avec le titre de « gouverneur de terres et provinces du Pérou et de la ville de Tumbes ».
Les premiers documents historiques présentent diverses graphies du mot Perú : Virú, Berú ou Pirú. Durant quelques décennies, ces diverses formes coexistent et sont employées d'une manière interchangeable, parfois dans le même texte.

## Histoire

### Premières civilisations

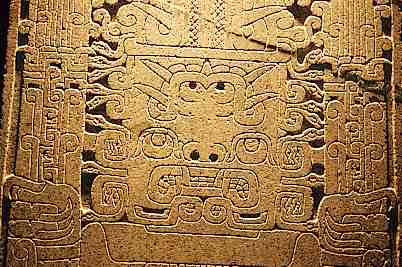
Stèle de Raimondi, civilisation Chavín - Musée national Chavín - (Chavín de Huántar - Ancash - Pérou).

Les premiers vestiges de présence humaine au Pérou ont été découverts dans la grotte Pikimachay et dateraient pour les couches les plus anciennes de 19 000 ans avant notre ère. Les populations sont alors pour la plupart nomades, vivant de la chasse de camélidés et de la cueillette et s'abritant dans des grottes.
La culture du maïs a joué un rôle déterminant dans le passage vers un modèle de subsistance fondé sur l'agriculture. La première preuve que le maïs est un aliment de base provient de Paredones, sur la côte nord du Pérou, où les isotopes alimentaires des dents humaines suggèrent que le maïs est passé d'un aliment de sevrage à une consommation de base entre 4 000 et 3 000 avant notre ère.
Durant la période archaïque tardive, les premiers villages et organisations sociales complexes apparaissent. Ils permettent l'apparition de la plus vieille ville du continent et l'une des plus anciennes du monde : Caral. La cité de Caral, un grand centre urbain doté de pyramides tronquées au sommet, appartenait à un ensemble de sites archéologiques qui aurait abrité la première civilisation américaine : Caral-Supe ou Norte Chico (entre 2627 et 2100 avant l’ère commune). Lors de fouilles, divers objets ont été exhumés, tels que des figurines anthropomorphiques en argile crue, des flûtes traversières taillées dans des os de pélican ou de condor, ou des cordelettes à nœuds (probablement des quipus).

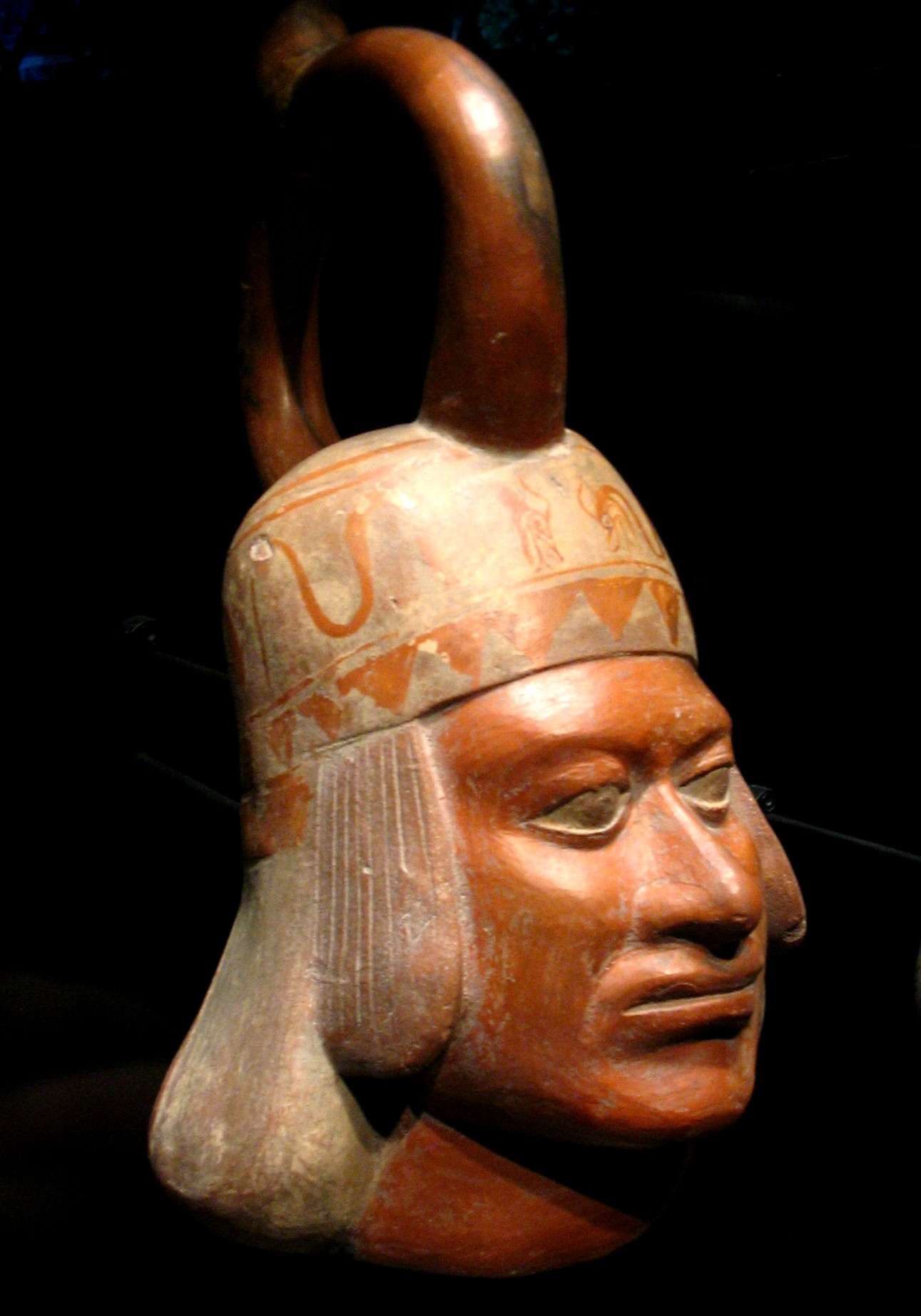
Vase-portrait mochica. Musée du quai Branly, Paris.

Caractérisées par une nouvelle complexification de l'organisation sociale et des technologies, les cultures de la période dite « horizon de formation » (2700-200 avant l’ère commune) développèrent la céramique, le tissage, l'usage de l'or et du cuivre ainsi que la construction de canaux d'irrigation et la culture en terrasse, facteurs déterminants pour l'accroissement du pouvoir étatique. Dans la culture de Chavín (~1800-300 av. notre ère), la vie sociale, économique et rituelle s'organise autour de dieux féroces représentant les grands prédateurs locaux comme le jaguar, le serpent ou le caïman. Le centre cérémoniel, Chavín de Huántar, est un réseau complexe de galeries décorées par d'immenses mégalithes ornés. Sur le plan iconographique, les divinités de la cosmogonie chavín seront présentes dans presque toutes les manifestations artistiques postérieures. Paracas (~800-200 av. notre ère), une culture située sur une péninsule désertique portant le même nom, se distingue par ses textiles de grande valeur esthétique et scientifique.
L'effondrement de la culture chavín ira de pair avec l'affirmation de pouvoirs régionaux, caractérisés par un relatif isolement local. Chaque région abrite alors de petites entités politiques qui adoptent leurs propres modèles de développement culturel, n'ouvrant leurs frontières qu'aux échanges commerciaux. À cette période appartiennent notamment la culture nazca (~200 av. notre ère - 600), la culture huari (600-1000) et la culture mochica (~100-700), l'une des plus importantes organisations politiques de l'ancien Pérou.

### Empire inca

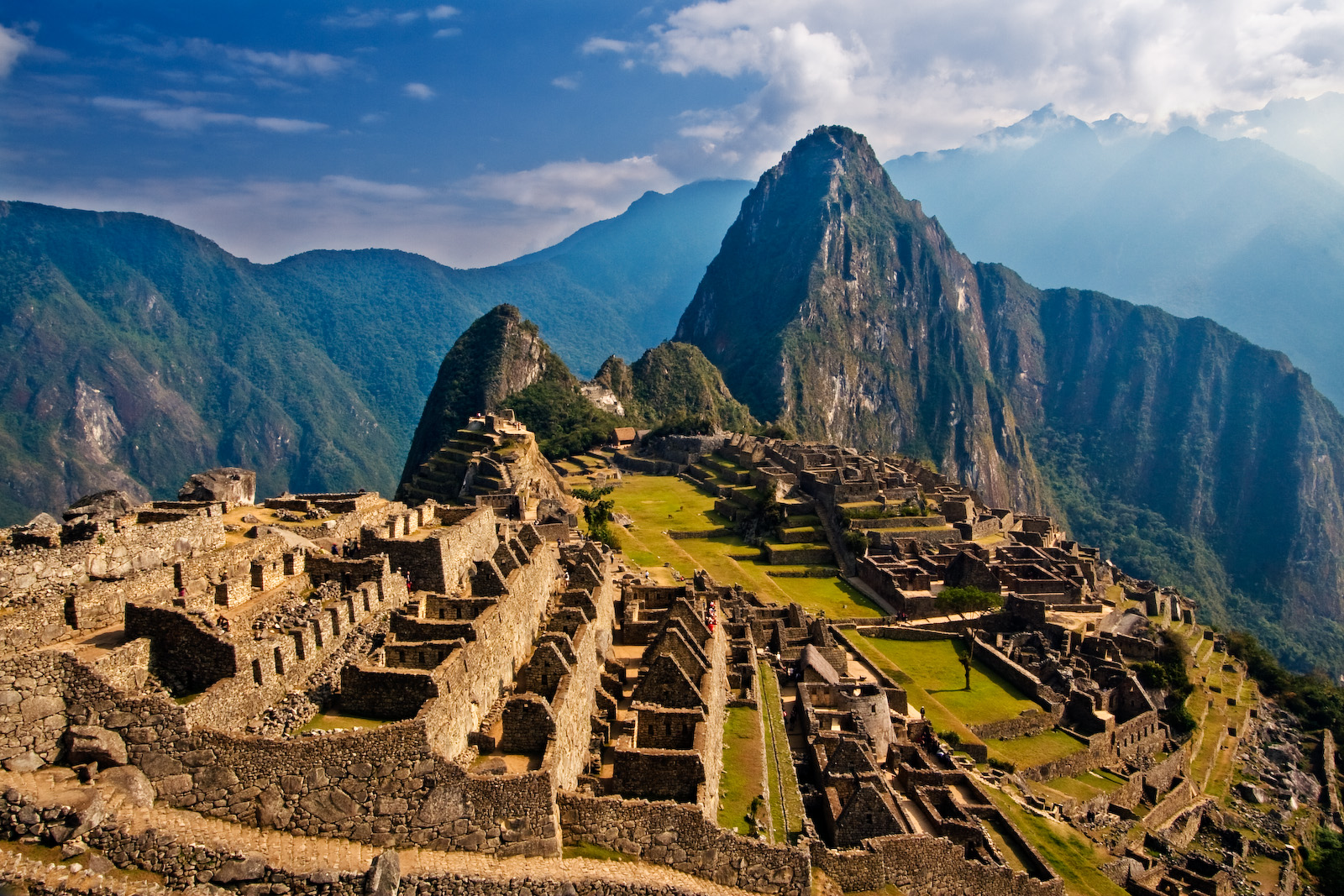
Machu Picchu.

La Période impériale, aussi appelée Règne des belligérants, succède au déclin de la civilisation huari, dernière entité politique régionale. Divers États locaux tentent alors de dominer politiquement la région et parmi ces États nous retrouvons la culture chimú, la culture chanca, la culture chincha et enfin, la plus célèbre, la culture inca. Les origines des Incas se mêlent à la légende. Ils étaient probablement une tribu guerrière quechua du sud de la Sierra. Entre 1100 et 1300, ils se déplacent peu à peu vers le nord de la région jusqu'à la vallée fertile de Cuzco, occupée alors par des peuples aymaras. L'empire naissant se distinguait par sa condition d'État agraire, au sommet duquel se trouvait l'Inca.

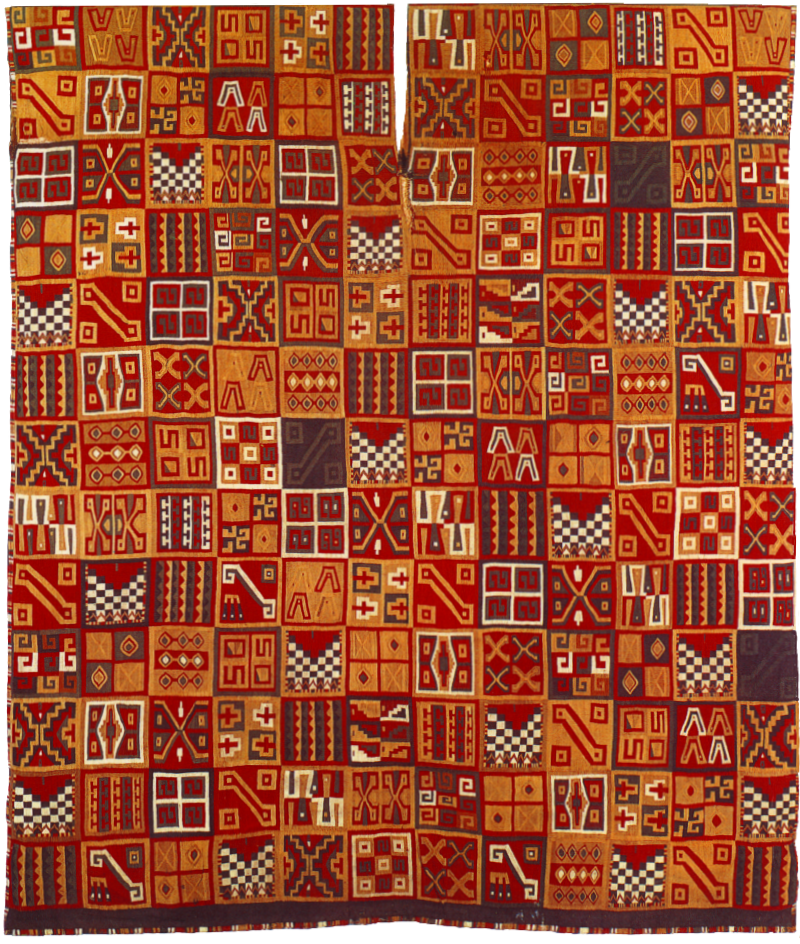
Chaque nation s'habillait avec un vêtement similaire à celui que portaient les membres de sa communauté. (Tunique du Sapa Inca : Tupac Yupanqui).

Cependant, la véritable expansion des Incas commence en 1438, avec Pachacutec (1438-1471), qui entreprend de conquérir les terres voisines. Durant les 70 dernières années de cette période, le royaume de Cuzco forme un vaste empire qui s'étend sur toutes les Andes. Le génie de Pachacútec se manifeste avant tout dans la législation et l'administration qu'il établit dans l'Incanat,. Il aboutit à accomplir l'unité d'un vaste empire grâce à trois mesures principales. Il préserva l'unité géographique de l'empire en développant un gigantesque réseau de routes (le Chemins incas) ; puis il fit son unité linguistique en imposant le runa simi ou quechua comme langue officielle ; enfin, grâce à une organisation centrale absolue, il forma l'unité politique impériale. En même temps, il créa une élite capable de l'assister dans son œuvre : les curacas. Pour faciliter la transmission des ordres et le renseignement sur l'état des provinces, on établit un système de « chasquis » ou « coureurs messagers », qui parcouraient les chemins de l'empire.
À la fin du XVe siècle, l'Inca Pachacutec transmet le pouvoir à son fils Tupac Yupanqui († 1493), qui étend l'empire jusqu'à l'actuel territoire équatorien. Sous le règne de son fils, Huayna Capac († 1527), les frontières de l'empire inca sont repoussées jusqu'à la frontière de l'actuelle Colombie. Une guerre de succession éclate entre les deux fils de Huayna Capac, Huascar et Atahualpa. Ce dernier est parvenu à battre les troupes de son frère, au moment où les conquistadors arrivent au Pérou.

### Conquête et vice-royauté

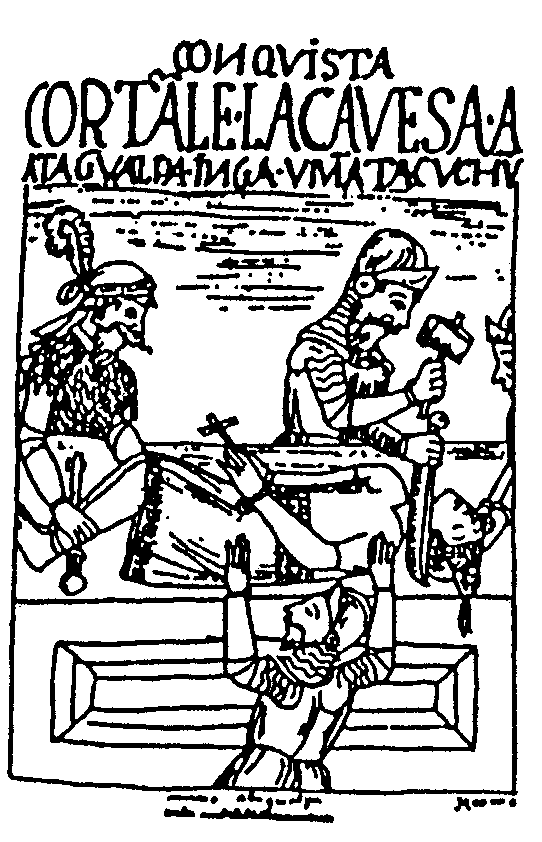
Mise à mort de l'Inca Atahualpa en 1533 (Guaman Poma de Ayala).

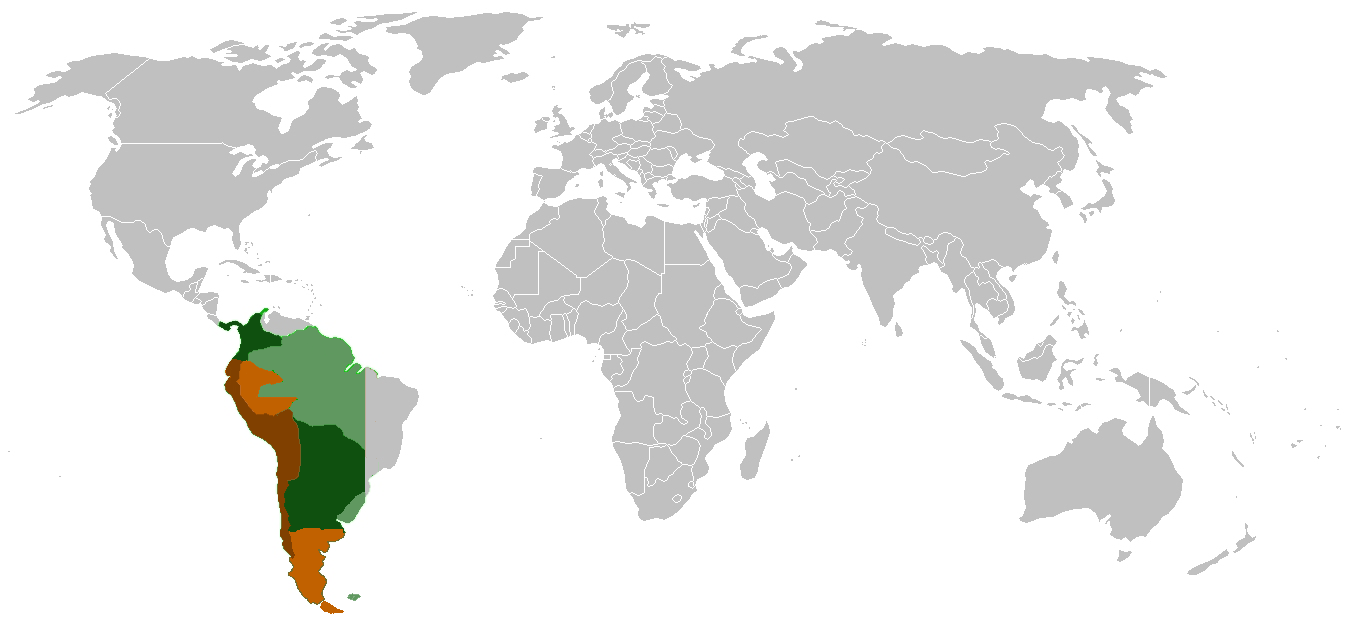
La vice-royauté du Pérou en 1650 et 1816 (territoires conquis en vert ou marron obscur et territoires peu explorés ou de jure en vert ou marron pâle).

Lorsque les troupes de Francisco Pizarro arrivèrent en 1531, l'Empire inca était déchiré par une guerre civile. Le 16 novembre 1532, durant la bataille de Cajamarca, Pizarro captura l'empereur Atahualpa et le fit exécuter. Il faudra cependant plus de quarante ans pour briser les dernières tentatives de résistance : le dernier Inca de Vilcabamba, Túpac Amaru, fut capturé et exécuté en 1572.
Les Espagnols instituèrent le système de lencomienda : les Amérindiens devaient payer un tribut, dont une partie allait à Séville. Les encomenderos étaient chargés également de les christianiser. En tant que gouverneur du Pérou, Pizarro abusa de lencomienda en accordant à ses soldats et compagnons un pouvoir quasi illimité sur les populations indigènes qui furent obligées de travailler sans rétribution dans des mines et des champs. Pizarro fut assassiné en 1541 par une faction menée par Diego de Almagro le jeune, surnommé « el Mozo ». En 1543, le roi Charles Quint, pour réagir aux luttes intestines entre les conquistadores, envoya Blasco Núñez Vela en tant que premier vice-roi. Celui-ci sera à son tour tué par Gonzalo Pizarro, le frère du premier Pizarro. Finalement, un nouveau vice-roi, Pedro de la Gasca, parvint à restaurer l'ordre et exécuta Gonzalo Pizarro après la capture de celui-ci. 39 vice-rois ont succédé à Núñez Vela et ont gouverné la vice-royauté entre 1544 et 1824.
Francisco de Toledo (1569-1581) fut celui qui organisa l'État colonial et fonda les « réductions » ou cités d'Indiens regroupant ceux-ci. Au niveau local, les encomenderos étaient maintenant sous l'autorité des curacas. Une pyramide hiérarchique permit ainsi de contrôler toutes les villes et villages. Le recensement sous le dernier Quipucamayoc ou « maître du quipu » indiquait qu'il y avait 12 millions d'habitants dans l'empire inca. Quarante-cinq années plus tard, le recensement du vice-roi Toledo montrait qu'il en restait 1,1 million. Les villes incas reçurent des noms catholiques et furent reconstruites selon le modèle espagnol. Elles comportaient une place centrale et une église ou cathédrale en face d'un bâtiment officiel. Quelques villes, telles Cuzco, gardèrent leurs fondations d'origine inca. Certains sites incas, tels Huánuco Viejo, furent abandonnés au profit de villes à plus basse altitude.

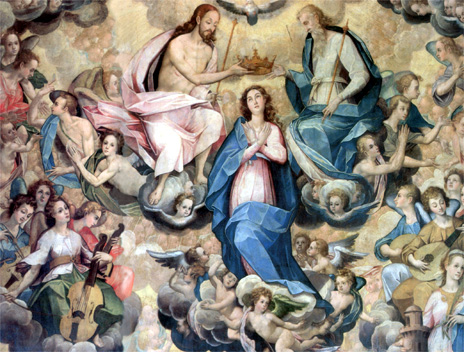
Le Couronnement de la Vierge (Bernardo Bitti), église de San Pedro de Lima.

Après l'établissement de la vice-royauté, le Pérou devint l'une des premières sources de la richesse pour l'Espagne. La ville de Lima, fondée par Pizarro le 18 janvier 1535 sous le nom de Ciudad de los Reyes (« la Ville des Rois »), devint la capitale et une ville puissante qui avait sous sa juridiction toute l'Amérique du Sud à l'exception du Brésil dominé par les Portugais. Au XVIIe siècle, Lima abritait une université et était la principale place forte de l'Espagne sur le continent américain. Toutes les richesses coloniales passaient par Lima, puis par l'isthme de Panama avant d'arriver à Séville, en Espagne.
De nombreux navires marchands venaient du monde entier faire escale dans le port de Lima. Début 1700, les traités interdisaient aux Français de venir commercer avec le Pérou. Malgré ses accords, de nombreux navires décidaient de braver ces interdictions pour faire fortune. C'est le cas de Le Gentil de La Barbinais, le premier Français à avoir fait le tour du monde. Le récit de son escale de trois mois au Pérou, en 1714, montre l'état de pillage et de dépravation qui existait alors à Lima.
Au XVIIIe siècle, devant la difficulté de l'administration d'un territoire immense, seront réalisées des réformes dans la structure politique coloniale (« les réformes bourboniennes »). En 1717, la vice-royauté de Grenade fut formée : elle regroupa la Colombie, l'Équateur, le Panama et le Venezuela. En 1776, une nouvelle vice-royauté vit le jour, la vice-royauté du Río de la Plata : elle regroupait l'Argentine, la Bolivie, le Paraguay et l'Uruguay.

### Indépendance

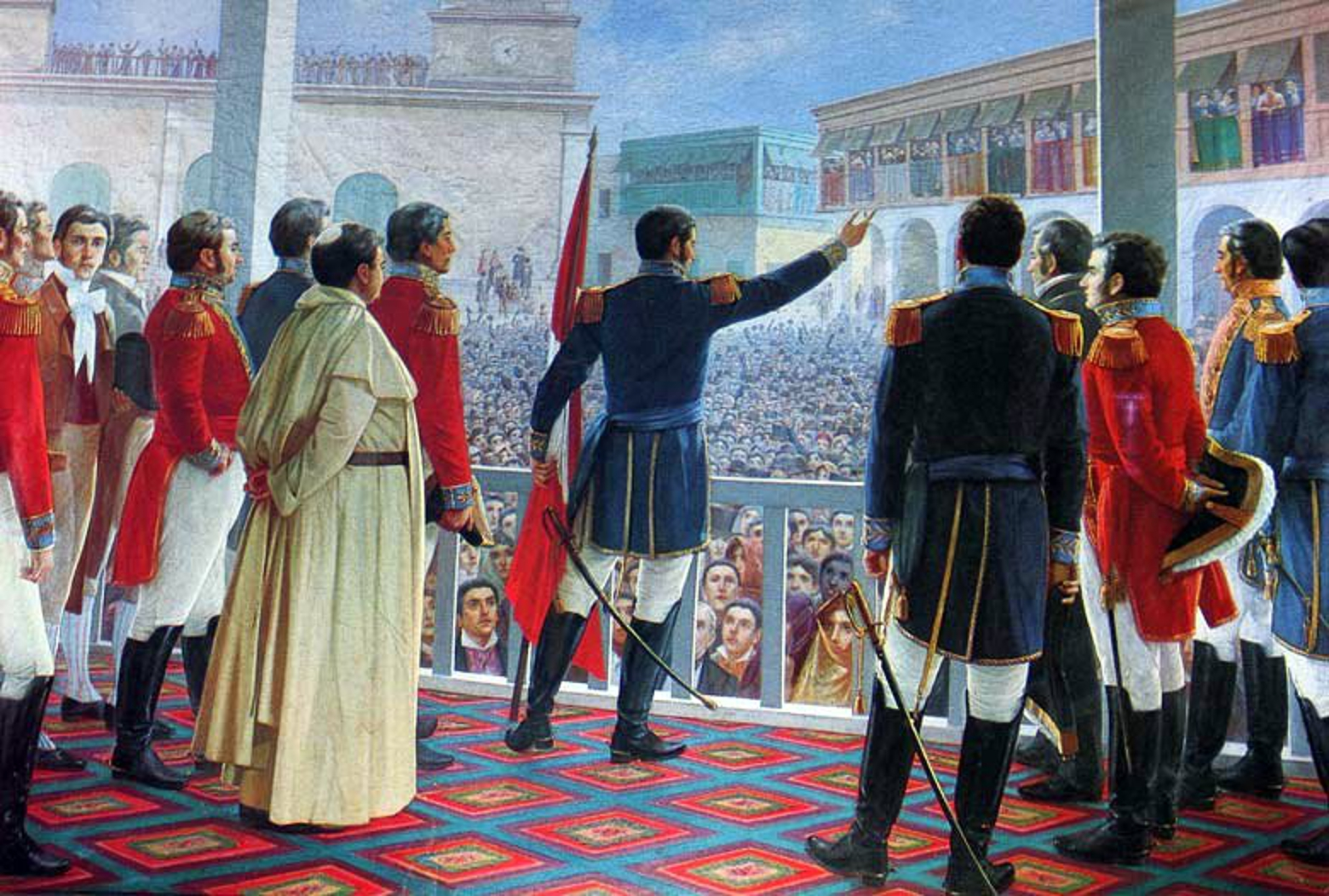
La proclamation de l'Indépendance par le général José de San Martín le 28 juillet 1821 à Lima.

Entre 1780 et 1781, la vice-royauté du Pérou connut la plus violente insurrection de son histoire. Dirigée par Túpac Amaru II, un cacique du Cuzco, l'insurrection était à l'origine une révolte fiscale mais, très vite, se transforma en un mouvement qui revendiquait l'autonomie du territoire par rapport à la Couronne espagnole. Túpac Amaru arriva à réunir une armée de près de 50 000 hommes, composée majoritairement d'Amérindiens et de métis. Après quelques batailles, la révolte fut écrasée de manière extrêmement violente. Le 18 mai 1781, José Gabriel Túpac Amaru II fut écartelé et décapité à Cuzco mais il devint pendant le XIXe siècle une figure importante de la lutte pour l'indépendance et de la liberté.
Le processus d'indépendance prit définitivement son élan avec le soulèvement des propriétaires terriens d'origine espagnole. José de San Martín et Simón Bolívar étaient à la tête des troupes rebelles. Après avoir débarqué dans la baie de Paracas, San Martín s'empara de Lima et déclara, le 28 juillet 1821, l'indépendance du Pérou par rapport à l'Espagne. L'émancipation devint effective en décembre 1824 lorsque le général Antonio José de Sucre battit les Espagnols dans la bataille d'Ayacucho le 9 décembre 1824. Après cette victoire, une scission sépara le pays en un Haut Pérou resté fidèle à Bolivar (maintenant la Bolivie) et un Bas Pérou (le Pérou actuel). Comme le Chili, la Bolivie, le Mexique, ou la Grande-Colombie, le pays fait appel à la Bourse de Londres pour financer des sociétés minières : des centaines de techniciens anglais traversent l'océan, avec leurs machines à vapeur, pour les moderniser.
Après la guerre Grande Colombie-Pérou (1828-1829), les conflits frontaliers entre le Pérou et l'Équateur débutèrent à partir des années 1830. Quatre guerres éclatèrent entre ces pays entre 1858 et 1995, guerre de 1858-1860 ; guerre de 1941-1942 ; la guerre du Paquisha en 1981 et la guerre du Cenepa en 1995.

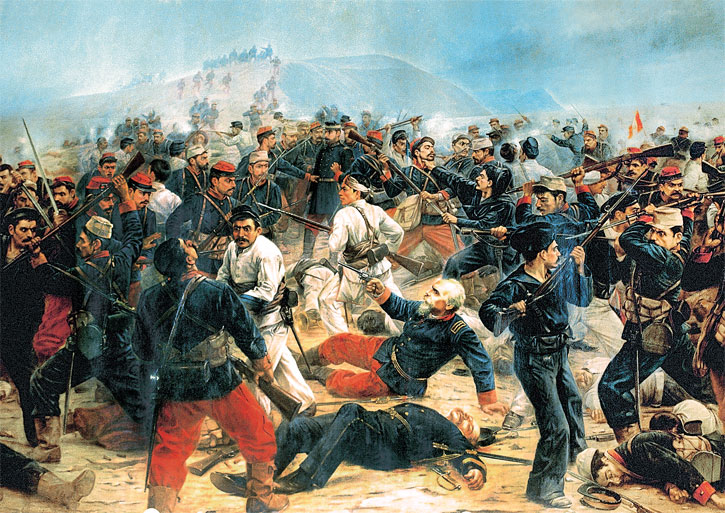
Guerre du Pacifique : La bataille d'Arica (Juan Lepiani, 1899).

Malgré la domination d'une oligarchie de propriétaires terriens, l'esclavage des Noirs et le tribut des Indiens furent abolis par le caudillo Ramón Castilla (1845-1851 et 1855-1862). Entre 1840 et 1879, le guano du Pérou, récolté par des compagnies privées ou publiques sur les côtes, généra d'énormes richesses car le pays bénéficia pendant cette période du monopole mondial de ce fertilisant. La vie politique fut alors une alternance de périodes démocratiques, de coups d'État et de dictatures.
L'Espagne n'abandonna pas complètement ses ambitions coloniales et fit encore de vaines tentatives comme lors de la guerre hispano-sud-américaine. Après la bataille de Callao, elle reconnut l'indépendance du pays en 1880, établit des relations diplomatiques et signa un traité de paix et d'amitié définitif la même année. La fin de la guerre contre l'Espagne marquait pour le Pérou la consolidation de son indépendance.
Entre 1879 et 1883, le Pérou mena aux côtés de la Bolivie la guerre du Pacifique, qui éclata lorsque le Chili envahit le port bolivien d'Antofagasta. La Bolivie déclara la guerre au Chili et le Pérou, par un traité réciproque de défense, entra à son tour dans le conflit. Malgré l'infériorité navale, le capitaine du navire Huascar, Miguel Grau, maintint sous pression la flotte chilienne pendant plusieurs mois. Le Huascar fut finalement pris par les Chiliens en octobre 1879. Pendant la campagne terrestre, le Pérou connaîtra quelques victoires mais en 1881, les troupes chiliennes entrèrent dans Lima. La guerre prit fin le 20 octobre 1883 par le traité d'Ancón et fit perdre au pays la région de Tarapacá.

### XXesiècle
En 1924, depuis Mexico, des meneurs de la réforme universitaire au Pérou, contraints à l'exil par le gouvernement, fondent l'Alliance populaire révolutionnaire américaine (ou APRA), qui exercera une influence majeure sur la vie politique du pays. L'APRA est ainsi en grande partie une expression politique de la réforme universitaire et des luttes ouvrières menées dans les années 1918-1920. Le mouvement puise ses influences auprès de la révolution mexicaine et de la constitution de 1917 qui en est issue, notamment sur les questions de l'agrarisme et de l'indigénisme et, à un degré moindre, de la révolution russe. Proche du marxisme (son dirigeant, Haya de la Torre, déclare en effet que « l'APRA est l'interprétation marxiste de la réalité américaine »), elle s'en éloigne pourtant sur la question de la lutte des classes et sur l'importance donnée à la lutte pour l'unité politique de l'Amérique latine. En 1928 est fondé le parti socialiste péruvien notamment sous l'impulsion de José Carlos Mariátegui, lui-même ancien membre de l'APRA. Le parti crée peu après, en 1929, la confédération générale des travailleurs. L'APRA, gagnant rapidement en popularité, est mise hors la loi en 1933 par le régime d'Oscar R. Benavides, qui restera président jusqu'en 1939.
La constitution de 1933 réservait le droit de vote aux citoyens alphabétisés lesquels, en 1960, ne représentaient encore que le tiers de la population adulte. Les Indiens, presque la moitié de la population, restaient des exclus et vivaient de façon misérable. Entre 1932 et 1933 aura lieu la guerre avec la Colombie. En outre, une guerre opposera le Pérou et l'Équateur entre le 5 juillet et le 31 juillet 1941. Durant cette guerre, le Pérou occupera les provinces occidentales de Loja et el Oro. Les États-Unis, le Brésil, l'Argentine et le Chili proposèrent leur médiation et un protocole de paix fut finalement signé. Néanmoins, un nouveau conflit éclatera entre les deux pays un demi-siècle plus tard.

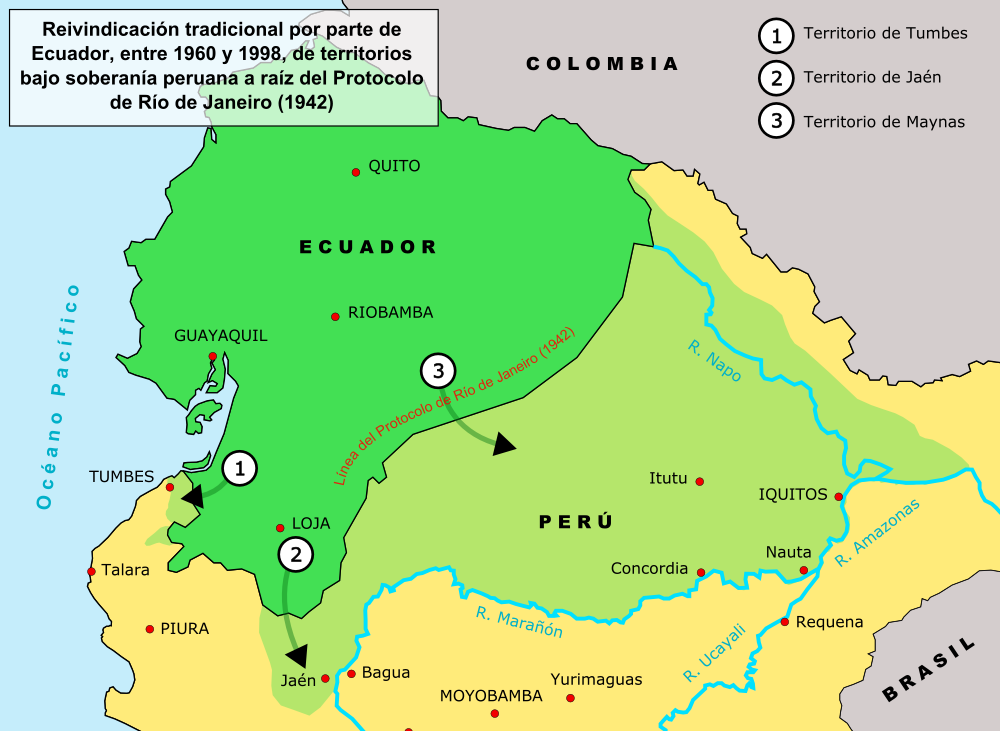
Revendications équatoriennes sur le Pérou.

À nouveau autorisée en 1945, l'Alliance populaire révolutionnaire américaine soutint le président José Luis Bustamante y Rivero (1945-1948) qui, renversé par le coup d'État militaire du général Manuel A. Odría d'octobre 1948, augura du début d'une dictature. Des élections sont pourtant organisées en 1962 et remportées par le candidat apriste Víctor Raúl Haya de la Torre. Toutefois, un coup d'État militaire dirigé par le général Ricardo Pérez Godoy empêcha le respect de la légalité. La junte organisa à nouveau des élections l'année suivante, élections qui furent remportées par Fernando Belaúnde Terry, fondateur de l'Action populaire, qui demeura en place jusqu'en 1968.
Au début des années 1960, alors que près de 70 % des terres sont possédées par 2 % des propriétaires, le Pérou connaît une forte mobilisation paysanne et indigène visant à obtenir une réforme agraire. Les paysans, en grande majorité des travailleurs agricoles indigènes, formèrent alors la base de syndicats ruraux engagés face à la détérioration de leurs conditions de travail et de vie. Les paysans eurent recours à des tactiques allant de l'occupation pacifique des terres à l'affrontement violent avec les grands propriétaires et les forces armées. Plusieurs petits mouvements de guérilla se constituent mais sont rapidement écrasés par le gouvernement.
Le 3 octobre 1968, le coup d'État réformiste mené par un groupe d'officiers dirigés par le général Juan Velasco Alvarado amène l'armée au pouvoir dans le but d'appliquer une doctrine de « progrès social et de développement intégral », nationaliste et réformiste, influencée par les thèses de la CEPAL sur la dépendance et le sous-développement. Six jours après le golpe, Velasco procède à la nationalisation de l'International petroleum corporation (IPC), la société nord-américaine qui exploitait le pétrole péruvien, puis lance une réforme de l'appareil d'État, une réforme agraire. Il s'agit alors de la plus grande réforme agraire jamais entreprise en Amérique latine : elle abolit le système de latifunda et modernise l'agriculture par une redistribution plus équitable des terres (90 % des paysans forment des coopératives ou des sociétés agricoles d'intérêt social). La terre devant être possédée par ceux qui la cultivent, les grands propriétaires sont expropriés. Les seules grandes propriétés permises sont de type coopératif. Entre 1969 et 1976, 325 000 familles reçoivent de l'État une terre ayant une surface moyenne de 73,6 acres. Le « gouvernement révolutionnaire » projette aussi des investissements massifs dans l'éducation, élève la langue quechua - parlée par près de la moitié de la population mais jusque-là méprisée par les autorités - à un statut équivalent à celui de l'espagnol et instaure l'égalité des droits pour les enfants naturels.
Le Pérou souhaite s'affranchir de toute dépendance et mène une politique extérieure tiers-mondiste. Les États-Unis répondent par des pressions commerciales, économiques et diplomatiques. En 1973, le Pérou semble triompher du blocus financier imposé par Washington en négociant un prêt auprès de la Banque internationale de développement afin de financer sa politique de développement agricole et minier. Les relations avec le Chili se tendent fortement après le coup d'État du général Pinochet. Le général Edgardo Mercado Jarrin (Premier ministre et commandant en chef de l'armée) et l'amiral Guillermo Faura Gaig (ministre de la marine) échappent tour à tour, à quelques semaines d'intervalle, à des tentatives d'assassinats. En 1975, le général Francisco Morales Bermúdez Cerruti s'empare du pouvoir et rompt avec la politique de son prédécesseur. Son régime participe ponctuellement à l'Opération Condor en collaboration avec d'autres dictatures militaires américaines.
Le Sentier lumineux apparaît dans les universités dans les années 1970. Ces étudiants, pour beaucoup d'origines paysannes, retournent ensuite dans leurs communautés et y organisent des comités locaux du parti. L'abandon par l'État de certaines régions rurales favorise l'implantation du parti. En juin 1979, des manifestations pour la gratuité de l'enseignement sont sévèrement réprimées par l'armée : 18 personnes sont tuées selon le bilan officiel mais des estimations non-gouvernementales évoquent plusieurs dizaines de morts. Cet événement entraîne une radicalisation des contestations politiques dans les campagnes et aboutit finalement au déclenchement de la lutte armée. Après le début de celle-ci, les nouvelles recrues du Sentier lumineux sont généralement des paysans peu politisés, plutôt que des militants réellement politisés.
En 1980, Fernando Belaúnde Terry retrouve le pouvoir en remportant l'élection présidentielle. Alan García, candidat du parti Alliance populaire révolutionnaire américaine, lui succéda le 28 juillet 1985. C'était la première fois en 40 ans qu'un président démocratiquement élu remplaçait un autre président démocratiquement élu.
En 1990, inquiets des attaques terroristes du Sentier lumineux et des scandales de corruption, les électeurs choisirent Alberto Fujimori. Pour lutter contre l'inflation, Fujimori adopta des mesures d'austérité très sévères. La monnaie fut dévaluée de 200 %, des centaines d'entreprises publiques furent privatisées et 300 000 emplois supprimés. Il parvint à faire baisser l'inflation de 2 700 % en 1990 à 139 % en 1991 mais la pauvreté ne recula pas.
En raison de l'opposition des députés à certaines réformes, Alberto Fujmori dissout le 4 avril 1992 le Congrès, modifie la Constitution, fait incarcérer un certain nombre d'adversaires politiques et prend le contrôle des médias. Sa présidence est fortement marquée par l'autoritarisme, l'usage d'escadrons de la mort pour conduire des opérations antiguérilla, la répression politique et la corruption. Alberto Fujimori fait démarrer une campagne de stérilisations forcées dans certaines régions rurales du pays. Empreint d'eugénisme, le programme est essentiellement dirigé contre les populations indigènes : 330 000 femmes et 25 000 hommes en seront victimes selon un rapport du ministère de la Santé. L'objectif aurait été de juguler la démographie afin de bénéficier d'une aide économique accrue promise par les États-Unis mais également de réduire des populations fortement défavorisées et suspectes de sympathies pour la guérilla du Sentier lumineux.
Son bras droit Vladimiro Montesinos entretient des liens étroits avec la CIA. Les services secrets que Montesinos dirige auraient reçu 10 millions de dollars de l'agence américaine pour soutenir les activités de contre-guérilla du gouvernement. Les ventes d'armes des États-Unis au Pérou ont par ailleurs quadruplé sous la présidence de Fujimori. Les membres de la police et de l'armée impliqués dans des crimes dans le cadre du conflit contre les guérillas sont amnistiés. Alberto Fujimori se fait réélire en 1995.

### XXIesiècle
La guerre civile péruvienne fait quelque 70 000 morts et s'achève dans les années 2000 avec la défaite des guérillas d'extrême gauche. Les gouvernements successifs ont eu recours à des pratiques répressives extrêmes pour répondre au terrorisme des groupes insurgés. Les enquêtes menées à la fin du conflit concluent à une « pratique systématique » de la disparition forcée comme arme de lutte antisubversive ; les fouilles révèlent aussi l'existence de fours crématoires « visant à occulter les traces d'exécution ». Près de 80 % des victimes sont originaires des régions rurales et 75 % sont de langue autochtone. En ville, les dirigeants de quartier, les syndicats, les étudiants aux affinités politiques de gauche sont particulièrement visés, et les mineurs ne sont pas épargnés. Les pressions politiques empêchent cependant la justice de condamner les soldats responsables de violations des droits humains.
En novembre 2000, destitué pour corruption, Fujimori s'enfuit au Japon. Valentín Paniagua Corazao est nommé pour le remplacer provisoirement et des élections sont organisées en avril 2001. Alejandro Toledo les remporte et devient président le 28 juillet 2001.
Des manifestations hostiles au projet de privatisation de deux compagnies d'électricité tournent à l'émeute à Arequipa, deuxième ville du pays, en juin 2002. L'état d'urgence est déclaré par le gouvernement. L'état d'urgence est à nouveau proclamé en mai 2003 alors que le Pérou connaît une vague de protestations sociales. Alan Garcia, déjà président entre 1985 et 1990, revient au pouvoir en 2006. En juin 2009, une intervention de police contre des indigènes qui bloquent un axe routier conduit à des dizaines de morts.
Le Pérou est le deuxième plus grand producteur de cocaïne au monde, après la Colombie. Selon les autorités américaines, la superficie en 2019 des plantations de coca illégales était de 73 000 hectares.
À la fin des années 2010 et au début des années 2020, le Pérou est l'objet d'une certaine instabilité avec plusieurs motions de destitution du président par le parlement, allant en décembre 2022 jusqu'à une dissolution du parlement par le président Pedro Castillo en parallèle d'une nouvelle motion de destitution du président par le parlement. L'arrestation et la destitution de Pedro Castillo entainent un large mouvement de protestation. Les mobilisations touchent particulièrement les zones pauvres du pays, celles-là mêmes qui avaient massivement voté pour Pedro Castillo en 2021. L'état d'urgence, permettant notamment le déploiement de l'armée face aux manifestants et la suspension des garanties constitutionnelles et des droits fondamentaux, est décrété dans tout le pays, bientôt suivi d'un couvre-feu dans quinze provinces. En toile de fond de ces mobilisations figure la fracture sociale historique vécue par des populations victimes du mépris, du racisme, et de la discrimination des élites traditionnelles. Fortement exposées à la pauvreté, elles vivent dans des régions où les services publics sont défaillants, sinon absents, alors que les sous-sols regorgent de minerais et de gaz, exploités par des multinationales. À Cuzco, Puno, Ayacucho, Apurimac, les départements les plus pauvres du Pérou, 80 % des électeurs ont soutenu Pedro Castillo, espérant « un contrat social qui bénéficie à tous ». La répression des manifestations fait une soixantaine de morts et des milliers de blessés, le plus souvent par balles.

## Politique

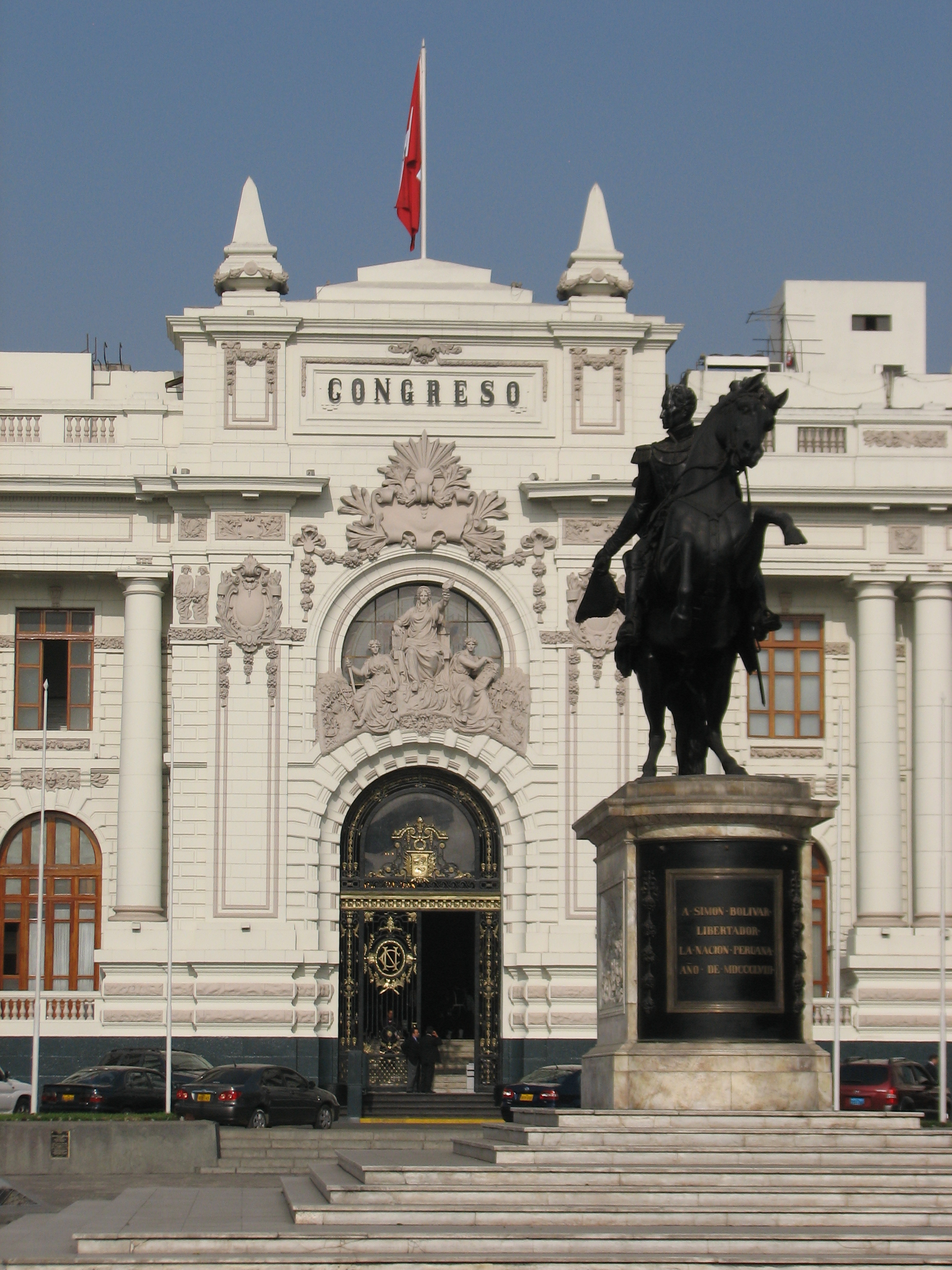
Congrès de la République (Lima).

Le Pérou est une république « démocratique, sociale, indépendante et souveraine » et son gouvernement est « unitaire, représentatif et décentralisé, et il est organisé selon le principe de la séparation des pouvoirs » (article 43 de la Constitution de 1993). Le pays fonde selon certaines sources un régime semi-présidentiel,, (bien que d'autres sources argumentent que le pays soit un régime présidentiel,) monocaméral :
- le pouvoir exécutif est assuré par le président et les deux vice-présidents. Ils sont élus ensemble pour cinq ans, au suffrage universel direct. La Constitution de 1993 permet une réélection mais depuis décembre 2000 (à la chute du régime fujimoriste), date de la modification de l'article 112 de la Constitution, il ne peut pas être réélu consécutivement (ce fut le cas d'Alberto Fujimori). Le président est à la fois le chef de l'État et le chef du gouvernement. Il est également le commandant en chef des forces armées mais ne peut déclarer la guerre que sur l'autorisation du Congrès. Il constitue des cabinets ministériels. La présidente actuelle est Dina Boluarte. Le président du Conseil des ministres est désigné par le président de la République. Il réside à la maison de Pizarro, le palais du gouvernement ;
- le pouvoir législatif est exercé par un parlement unicaméral : le Congrès de la République, composé de 130 membres élus pour cinq ans, en un tour, le même jour que l'élection présidentielle ;
- la Cour suprême (es) est la plus haute instance du système judiciaire péruvien.

L'Assemblée constituante de 1822 est la première assemblée constituante péruvienne, instituée par 79 députés élus proportionnellement selon la population de chaque département. Lors de la première séance, les députés prêtèrent le serment de défendre l'intégrité territoriale du pays et « de le libérer de ses oppresseurs ». L'achèvement de l'Acte constitutionnel fut difficile : la première Constitution fut adoptée le 12 novembre 1823. Les premières constitutions établirent une démocratie nominale et censitaire, où les analphabètes et les femmes n'étaient pas habilités à voter. Le 7 septembre 1955, le Congrès de la République promulgua une loi, qui donnait pour la première fois aux femmes péruviennes le droit de voter et d'être élues.
Le Pérou est considéré comme étant le quatrième pays le plus dangereux au monde pour les défenseurs de l'environnement, après le Brésil, le Honduras et les Philippines. Les assassinats de militants écologistes y sont en augmentation ces dernières années.
La corruption est très présente dans la vie politique péruvienne. L'affaire Odebrecht est l'affaire la plus médiatisée. 28 millions de dollars ont été versés par la multinationale brésilienne à quatre présidents péruviens (Alejandro Toledo, 2001-2006 ; Alan Garcia, 2006-2011 ; Ollanta Humala, 2011-2016 ; Pedro Pablo Kuczynski, 2016-2018) pour obtenir des chantiers considérables comme celui de la route interocéanique entre le Pérou et le Brésil.
Le pouvoir judiciaire est atteint en 2018 par des révélations concernant un vaste réseau de corruption lié à l'organisation criminelle Les Cols blancs du port, qui a infiltré les plus hautes sphères de la justice. « Une organisation qui commettait des délits d'extorsion, des assassinats et qui cherchait la protection de l'appareil judiciaire pour garantir son impunité », explique l'avocat Rafael Chanjan, spécialisé sur la lutte contre la corruption. De hautes personnalités sont concernées : le procureur général du Pérou, Pedro Chavarry, des juges, des procureurs, des personnalités politiques (essentiellement liées au parti Force populaire) et des chefs d'entreprises.
À la suite de la destitution de Martín Vizcarra, Manuel Merino prend le pouvoir en novembre 2020 mais est contraint de démissionner cinq jours plus tard à la suite de la mort de deux manifestants à Lima. Francisco Sagasti devient ensuite Président de transition du Pérou le 17 novembre 2020. Le 28 juillet 2021, Pedro Castillo devient président de la République.
Ce dernier a été destitué le 7 décembre 2022 à la suite d'une tentative d'auto-coup d'état. Dina Boluarte est devenue Présidente du Pérou par succession constitutionnelle.
Il n'est pas prévu d'avancer la date des élections générales à avril 2024 malgré plusieurs tentatives, le Congrès ayant refusé toutes les demandes d'élections anticipées. Les prochaines élections sont donc maintenues à l'année 2026.

## Divisions administratives
Le 19 novembre 2002, le Pérou adopta la Loi organique de gouvernements régionaux (Ley Orgánica de Gobiernos Regionales). Point de départ de la déconcentration d'un pouvoir administratif fortement centralisé, la loi vise à définir les principes régissant les administrations régionales et détermine les compétences entre municipalités, administrations régionales et l'État. Depuis, le pays est divisé en 24 régions (divisées elles-mêmes en provinces), auxquelles il faut ajouter la province de Lima, entité au statut particulier, distincte du département Lima.
Le district est la plus petite division administrative. Chaque district est dirigé par une municipalité, avec à sa tête un maire. Les gouvernements régionaux sont composés d'une présidence régionale, d'un conseil et d'un conseil de coordination :
- le Président régional (organisme exécutif du gouvernement régional). Ses fonctions comprennent l'élaboration du budget, la nomination des membres du gouvernement, la possibilité de gouverner par décrets et résolutions, l'exécution des plans et programmes régionaux et l'administration des propriétés et locations régionales[67]. Le président et le vice-président sont élus conjointement au suffrage universel direct pour quatre ans ;
- le Conseil régional (entité juridique du droit public) discute et vote les lois proposées par le président régional. Il peut destituer le président et tout autre membre du conseil[68]. La durée de leur mandat est de quatre ans et le nombre de conseillers dépend de la population de la région (de 7 à 25). Ils sont autonomes politiquement, économiquement et administrativement ;
- le Conseil de coordination régional a un rôle consultatif sur les questions budgétaires et de planification mais il ne dispose d'aucun pouvoir exécutif ou législatif[69]. Les alcaldes des provinces font partie de ce conseil qui est chargé de représenter la société civile[70].

### Départements du Pérou
- Amazonas
- Áncash
- Apurimac
- Arequipa
- Ayacucho
- Cajamarca
- Cuzco
- Huancavelica
- Huánuco
- Ica
- Junín
- La Libertad
- Lambayeque
- Lima
- Loreto
- Madre de Dios
- Moquegua
- Pasco
- Piura
- Puno
- San Martín
- Tacna
- Tumbes
- Ucayali

## Géographie

### Relief
La cordillère des Andes marque et structure les paysages et la géographie du pays. Parmi les volcans importants, on y trouve Misti et Ubinas. Le Huascarán, qui s'élève à 6 768 mètres, est le point culminant du pays dans la Cordillère occidentale.

### Climat

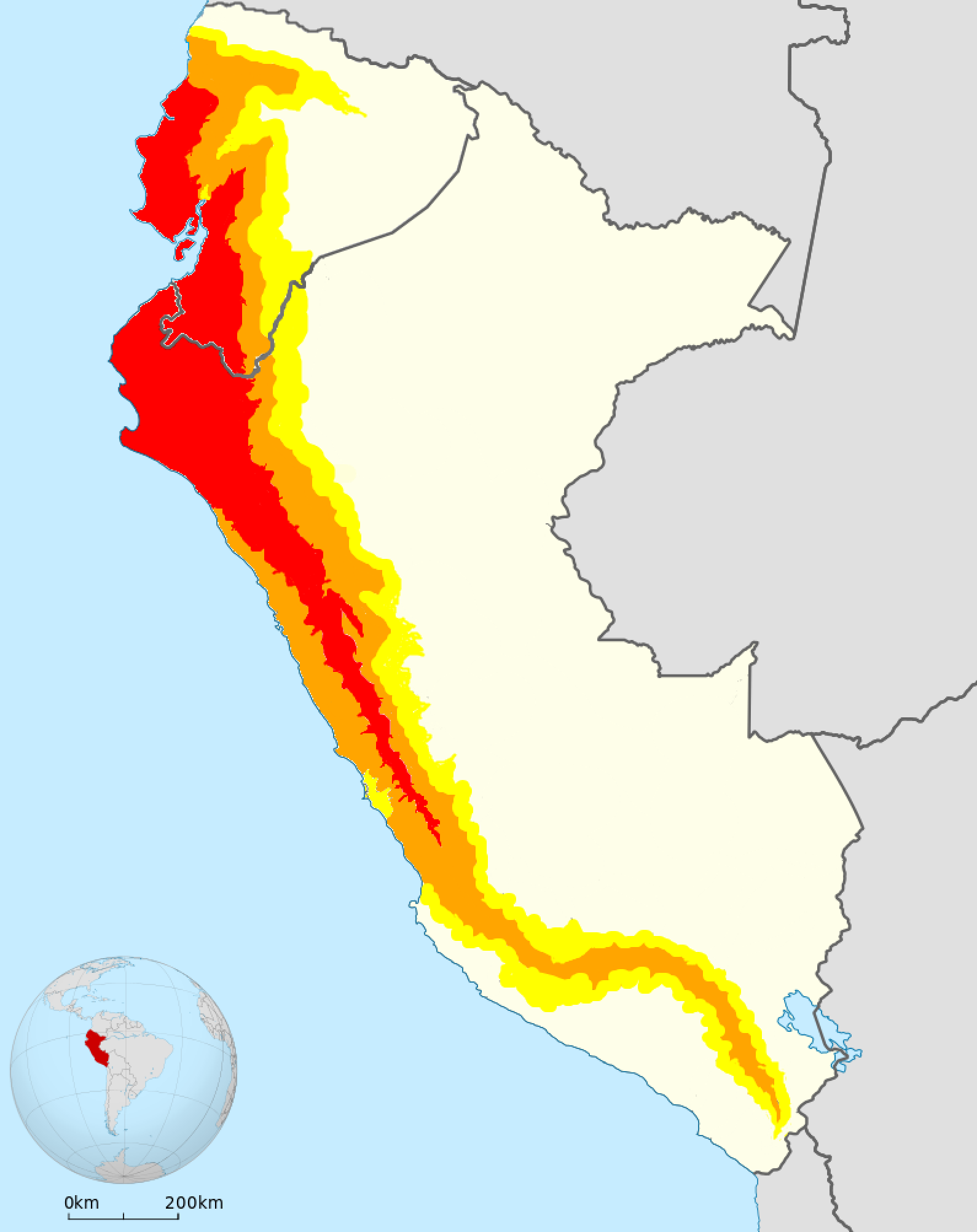
Le Pérou, avec l'Équateur, a la zone côtière la plus affectée par El Niño (ici en couleurs chaudes, lors de l'épisode 2016-2017).

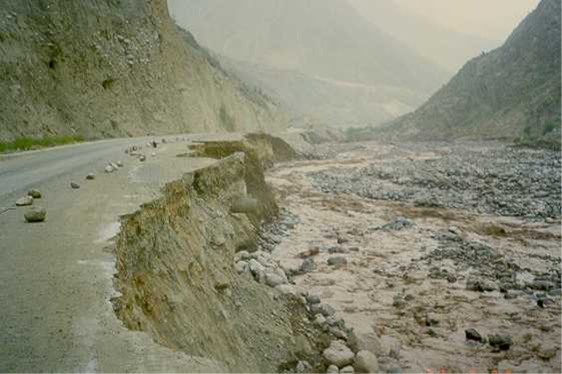
Route péruvienne emportée (en zone aride) lors de pluies diluviennes lors de lEl Niño de l'hiver 1997-98. L'épisode survenu 20 ans plus tard a causé 113 morts au moins et détruit environ 40000 maisons.

Il est tropical à l'est, désertique et sec à l'ouest. Les déserts côtiers sont liés à la présence d'un courant océanique sud-nord, donc froid, qui remonte la côte Pacifique en bloquant l'évaporation et la formation de perturbations pluvieuses (hormis épisodiquement lors d'épisodes El Niño). Dans les Andes (chaîne de montagnes), le climat est tempéré à froid en fonction de l'altitude.
Le désert du nord du Pérou abrite aujourd'hui des terres agricoles irriguées et des zones de forêt sèche récemment fortement dégradées par l'agriculture industrielle, l'urbanisation et la production de bois et de charbon de bois. Les écosystèmes arides de ces régions se sont adaptés à des décennies presque sans pluie entrecoupées de courtes phases de pluies torrentielles entraînant un bref reverdissement du désert, la réapparition des oiseaux et de rivières.
Ces pluies ont des effets dramatiques sur une population non préparée mais sont source de vie pour le désert. Après l'El Niño de 1997–1998, on a trouvé dans le désert des espèces sauvages proches de plantes domestiquées (tomates, poivrons, courges et pommes de terre) dont les graines pouvaient encore germer après 20 ans d'enfouissement, ainsi que des plantes cultivées par des paysans sur des sols rendus fertiles par l'eau et les alluvions. La destruction de la forêt sèche a exacerbé l'érosion, les inondations et leurs effets. Divers aménagements du bassin versant (notamment sur les rivières canalisées, barrées et draguées) ne tenant pas compte des crues inhabituelles ont eu un effet comparable ; et des polluants miniers, cynégétiques, routiers, urbains et agricoles (pesticides et engrais) sont dispersés par l'eau puis souvent entraînés jusqu'à l'océan, ce qui inquiète les écologues.
Selon B. Fraser dans la revue Nature (2018), « Personne n'avait prédit la catastrophe de cette année (2017) avant qu'il ne soit trop tard » et ses effets en Amérique du Sud ont été sous-estimés car si les scientifiques avaient bien prédit pour l'essentiel le phénomène El Niño de 2015-2016 et même si le volume de précipitations de 2017 est comparable à celui de l'événement El Niño de 1997-1998, les causes en sont différentes et les scientifiques ont encore besoin de mieux comprendre le mécanisme de ces El Niños côtiers atypiques (tels que ceux des années 1920 et 1970) et de leurs liens avec les cycles océaniques ou climatiques au sens large. Un manque de financement a hélas freiné les études ; ainsi, les systèmes de surveillance installés dans des bouées océaniques par des scientifiques péruviens et équatoriens après le passage d'El Niño de 1997 à 1998 ont été vandalisés sans avoir pu être réparés et tout le réseau d'instruments océaniques d'étude de l'atmosphère océanique de la zone intertropicale souffre de détérioration et de restrictions budgétaires.
La COP 20 sur le climat a été accueillie au Pérou.

### Littoral et intérieur
Le Pérou occupe une surface de 1 285 220 km2 et possède 2 414 km de côtes.
On peut distinguer trois grandes zones naturelles :
- la « costa » (côte) bordée par l'océan Pacifique, 60 % de la population, 10 % de la superficie ;
- la « sierra » (montagne) 30 % de la population, 30 % de la superficie ;
- la « selva » (forêt d'Amazonie péruvienne) 10 % de population, 60 % de la superficie.

Chaque zone est divisée en une sous-zone nord, centrale et sud.

### Hydrographie
Le versant oriental est principalement drainé par deux cours d'eau, l'Ucayali et le Marañón qui, après s'être rejoints, donnent l'Amazone. Les deux rivières captent la majeure partie des eaux du versant oriental de la Cordillère des Andes, traversent ensuite la selva péruvienne avant de confluer.
Sur le versant occidental se trouve le bassin de l'océan Pacifique où viennent se jeter toute une série de petits fleuves descendus des hauteurs de la Cordillère. Parmi ceux-ci, l'un retient particulièrement l'attention, le Río Rímac, considéré comme l'un des fleuves les plus importants du Pérou, non par son débit d'eau — relativement faible — ni par la taille de son bassin mais parce qu'il approvisionne en eau et en électricité la métropole de Lima où se concentre plus du tiers de la population du pays (10 millions d'habitants à Lima sur 32 millions au Pérou). L'approvisionnement en eau de la capitale péruvienne est un des problèmes critiques que les autorités ne sont pas parvenues à résoudre au cours des dernières décennies et chaque jour il devient — avec l'explosion démographique — plus aigu, nécessitant de fréquentes coupures dans la distribution de l'eau.
Au sud, un troisième bassin, celui du lac Titicaca, le plus vaste lac d'Amérique du Sud et le plus haut lac navigable au monde, perché entre 3 600 et 4 500 mètres d'altitude sur les plus hauts plateaux andins, entre Pérou et Bolivie, draine les eaux de quatre bassins : le lac Titicaca (T), le fleuve Desaguadero (D), le lac Poopó (P) et le salar de Coipasa (S). Ces quatre bassins constituent le système TDPS, qui s'étend sur près de 140 000 km2.

### Sismicité

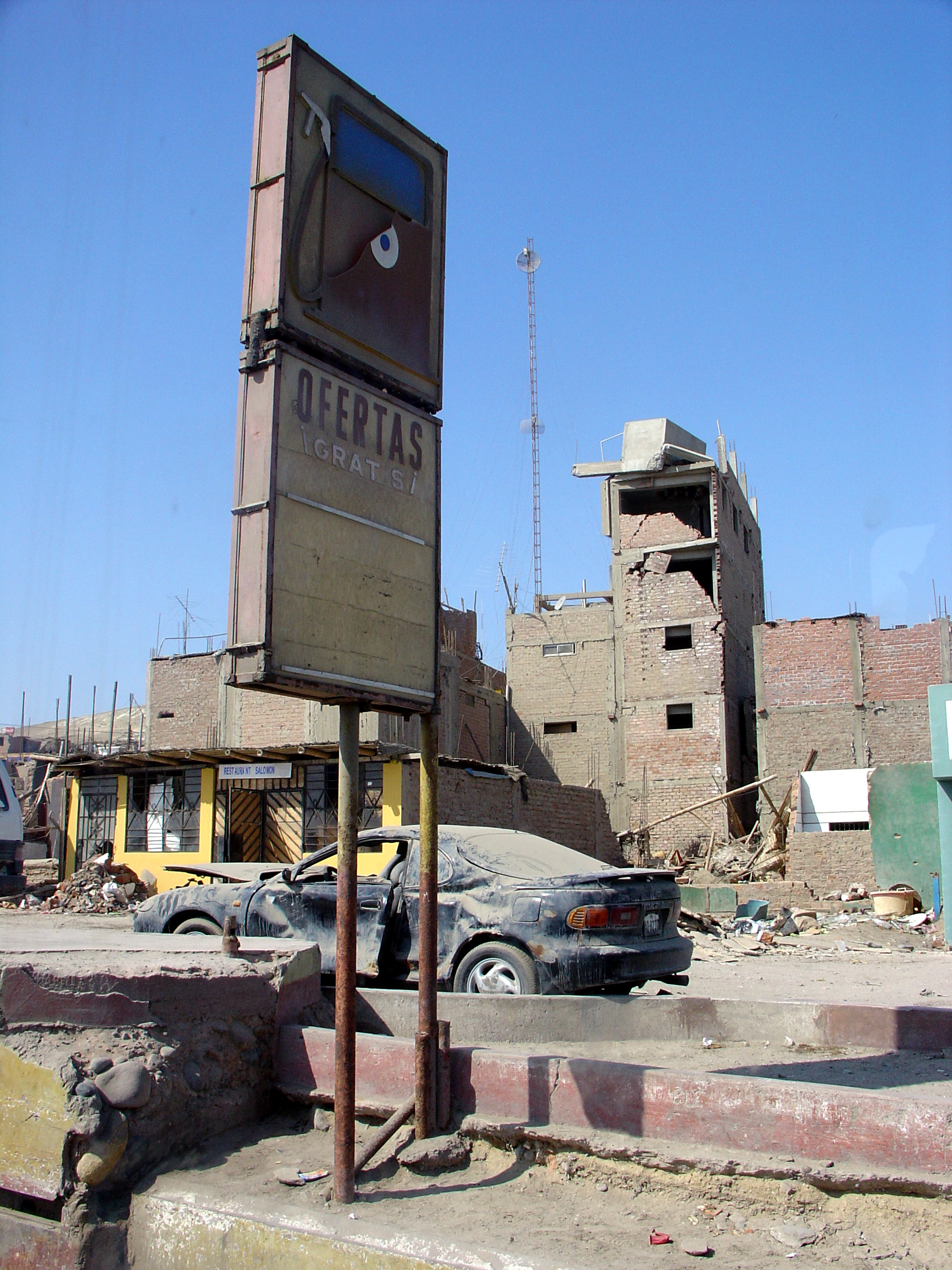
Dommages du séisme du 15 août 2007.

Le pays est sujet aux tremblements de terre. Il existe une activité volcanique dans la zone volcanique centrale des Andes située au sud du pays.
Le Pérou se trouve sur une faille sismique, ce qui provoque chaque année un certain nombre de tremblements de terre dont l'intensité reste faible. Le pays a toutefois subi quelques séismes majeurs ayant provoqué un grand nombre de victimes et des dégâts considérables, comme celui de Yungay en 1970, qui fit entre 25 000 et 30 000 morts.
La population est préparée en cas de séisme. Régulièrement dans les écoles et les lieux de travail, des mesures de sécurité sont enseignées et des exercices d'évacuation effectués. Les inondations et glissements de terrain sont cependant principalement dus au phénomène El Niño.

### Écologie et ressources naturelles
Le pays est doté de ressources naturelles exceptionnelles dont d'importantes ressources halieutiques (anchois péruvien), cependant instables dans le temps à cause d'El Niño.
Le pays dispose de cuivre, d'argent, d'or, de pétrole, de minerai de fer, de charbon et de phosphates.
Le Pérou est le troisième pays d'Amérique latine où les niveaux de pollution de l'air sont les plus élevés, après le Mexique et le Chili.
Un rapport publié en 2020 par l'Autorité nationale de l'eau (ANA) du Pérou nous révèle que les glaciers du pays ont perdu plus de 50 % de leur surface depuis les années 1960.

### Biodiversité

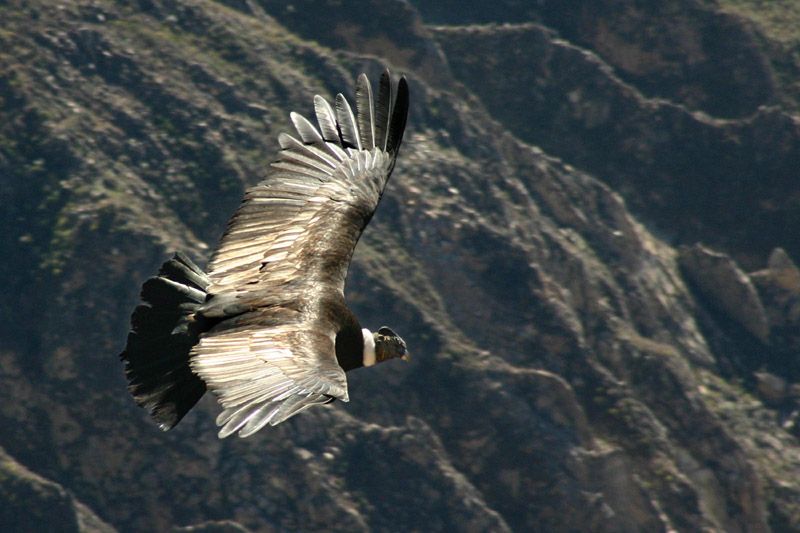
Condor, Valle del Colca.

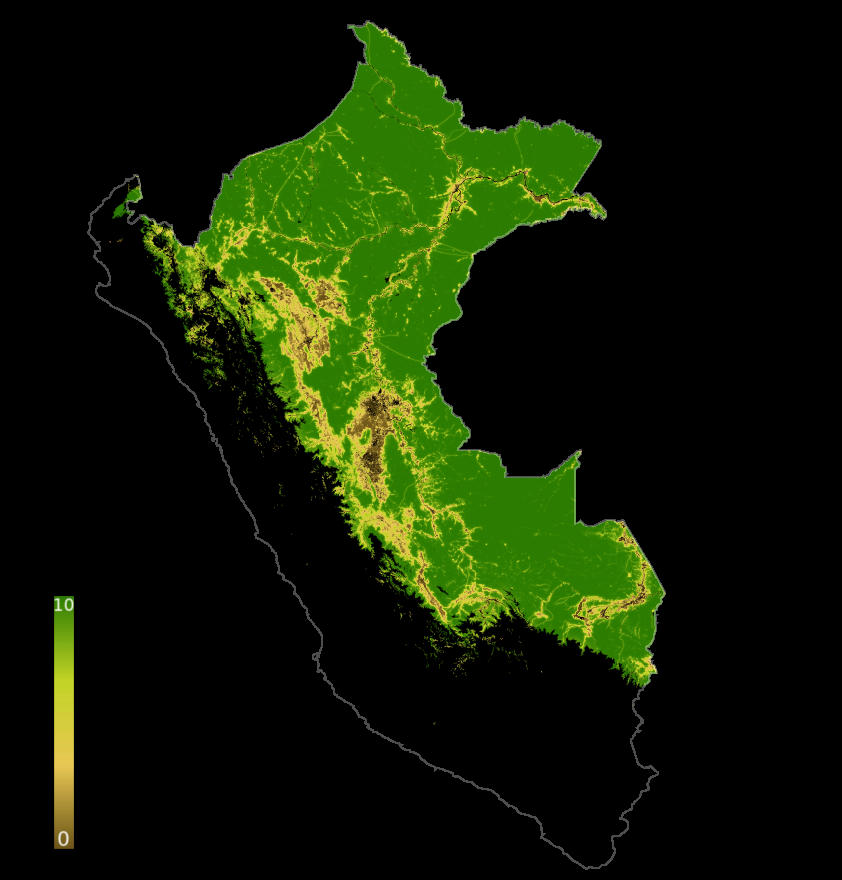
Le Pérou avait un score moyen de l'Indice d'intégrité du paysage forestier 2019 de 8.86, le classant 14e sur 172 pays.

Du fait de sa position biogéographique et d'une grande diversité climatique et topographique, il existe au Pérou des milieux très diversifiés (de la plaine à la montagne et du désert à la forêt équatoriale) abritant une faune et une flore extrêmement variées. C'est l'un des dix-sept pays caractérisés par une mégadiversité biologique. Il compte 84 des 117 zones naturelles existantes au monde (72 %), abritant encore 5 872 espèces endémiques (parmi lesquelles 118 types uniques d'oiseaux, 113 espèces de reptiles et 60 variétés différentes de mammifères).
Parce que la variété d'étages d'altitude et de températures a obligé agriculteurs et éleveurs andins à utiliser et adapter les espèces convenant le mieux à chaque situation agrobiogéographique, le pays abritait aussi de riches ressources génétiques en matière d'espèces alimentaires et utiles domestiquées, élevées et cultivées. Mais ce patrimoine est en forte et rapide régression.
Sur les hauteurs, les lamas côtoient les alpagas et les vigognes. Le chinchilla à queue courte, présent à l'état sauvage autrefois dans les très hautes Andes a sans doute disparu aujourd'hui. Survolant les montagnes, le condor des Andes est un oiseau emblématique du Pérou et de ses montagnes.
Mais c'est dans la « selva » que la faune est la plus présente avec entre autres les jaguars, les tatous, les caïmans, les capybaras mais aussi des singes ou des milliers d'espèces d'insectes qui vivent dans une végétation luxuriante. La vanille, l'acajou et le caoutchouc participent à cette biodiversité.
Le Pérou possède des eaux parmi les plus poissonneuses de la planète. La diversité de son écosystème est favorisée par le courant froid de Humboldt, connu pour l'abondance de son phytoplancton. Les eaux péruviennes comptent ainsi plus de 1 000 espèces de poissons, tout autant de mollusques, et près de 600 de crustacés.

### Patrimoine naturel et culturel
La richesse naturelle du Pérou et la diversité de ses écosystèmes constituent un patrimoine reconnu dans la Constitution de 1993, qui oblige l'État à promouvoir leur protection et conservation. Depuis 1990, le Système National des Aires Naturelles Protégées par l'État (SINANPE), sous la direction de l'Institut National des Ressources Naturelles (INRENA) et de la Direction Générale des Aires Naturelles Protégées et de la Faune Sauvage, est chargé de cette tâche. Une carte péruvienne de protection et de conservation de la nature et du patrimoine historique et culturel a été établie. Cette carte comprend 49 aires naturelles protégées, composées de 8 parcs nationaux, 8 réserves nationales, 6 sanctuaires nationaux, 3 sanctuaires historiques, 4 forêts nationales, 6 forêts de protection, 1 réserve communale, 2 réserves de chasse et 11 zones réservées, couvrant environ 10% de la superficie du pays.

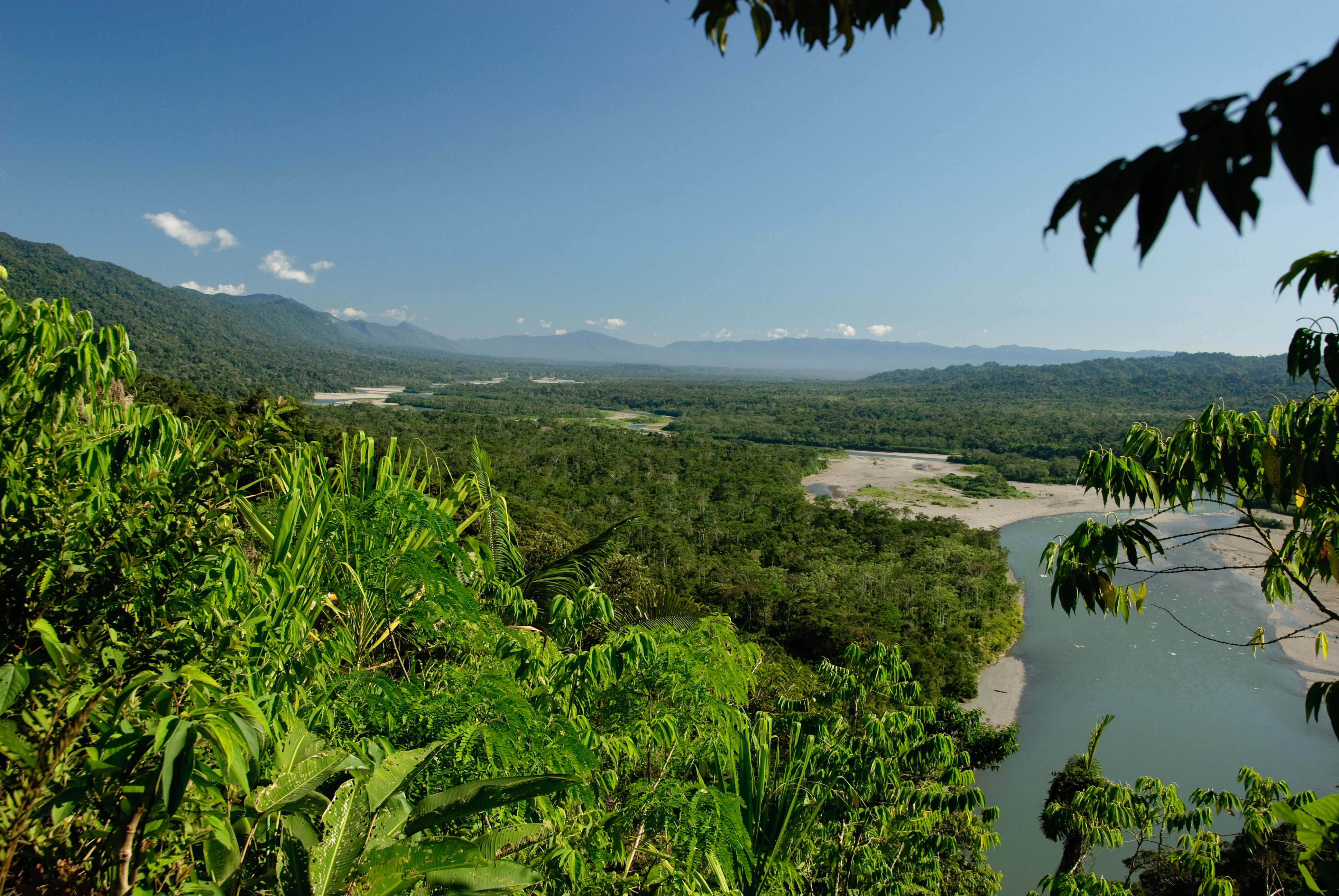
Manú National Park, Río Alto Madre de Dios.

#### Parcs nationaux
Les parcs nationaux sont des zones désignées pour la protection et la préservation de la flore et de la faune sauvages, ainsi que des beautés paysagères. Dans ces zones, l'exploitation des ressources naturelles et les établissements humains sont interdits. Le parc national le plus ancien du Pérou est celui de Cutervo, créé en 1961 dans le département de Cajamarca, connu pour ses nombreuses grottes comme celles de San Andrés, abritant l'oiseau-huileux, un oiseau nocturne en danger d'extinction.
D'autres parcs nationaux notables incluent :
- Tingo María (Huánuco), célèbre pour la Grotte des chouettes, également habitée par des oiseaux-huileux.
- Manu (Madre de Dios et Cusco), l'une des zones les plus représentatives de la biodiversité amazonienne, reconnue comme réserve de biosphère du Manu et patrimoine naturel de l'humanité par l'UNESCO.
- Huascarán (Áncash), dominé par le mont Huascarán, la plus haute montagne du Pérou, et abritant la Puya Raimondi et diverses espèces animales.
- Cerros de Amotape (Piura et Tumbes), caractérisé par ses forêts sèches et ses espèces en danger d'extinction comme le crocodile de Tumbes.
- Río Abiseo (San Martín), inclus dans le patrimoine naturel et culturel de l'humanité par l'UNESCO.
- Yanachaga-Chemillén (Pasco), qui conserve les forêts tropicales et possède des sites archéologiques importants.
- Bahuaja-Sonene (Madre de Dios et Puno), qui inclut des forêts tropicales et des pampas du Heath.

#### Réserves nationales
Les réserves nationales sont des zones destinées à la protection et à la propagation de la faune sauvage. Certaines des plus importantes incluent :
- Pampa Galeras-Bárbara D'Achille (Ayacucho), destinée à la vigogne.
- Junín (Junín), qui protège l'écosystème et la biodiversité du lac Junín.
- Paracas (Ica), axée sur la conservation des écosystèmes marins et du patrimoine historique et culturel.
- Lachay (Lima), destinée à la restauration et à la protection de l'écosystème des collines de Lachay.
- Pacaya-Samiria (Loreto), qui conserve les écosystèmes de la forêt basse et promeut les populations autochtones.
- Salinas y Aguada Blanca (Arequipa et Moquegua), pour la conservation de la flore, de la faune et des formations paysagères.
- Calipuy (La Libertad), centrée sur la protection des guanacos.
- Titicaca (Puno), destinée à la conservation des écosystèmes et des paysages du lac Titicaca.

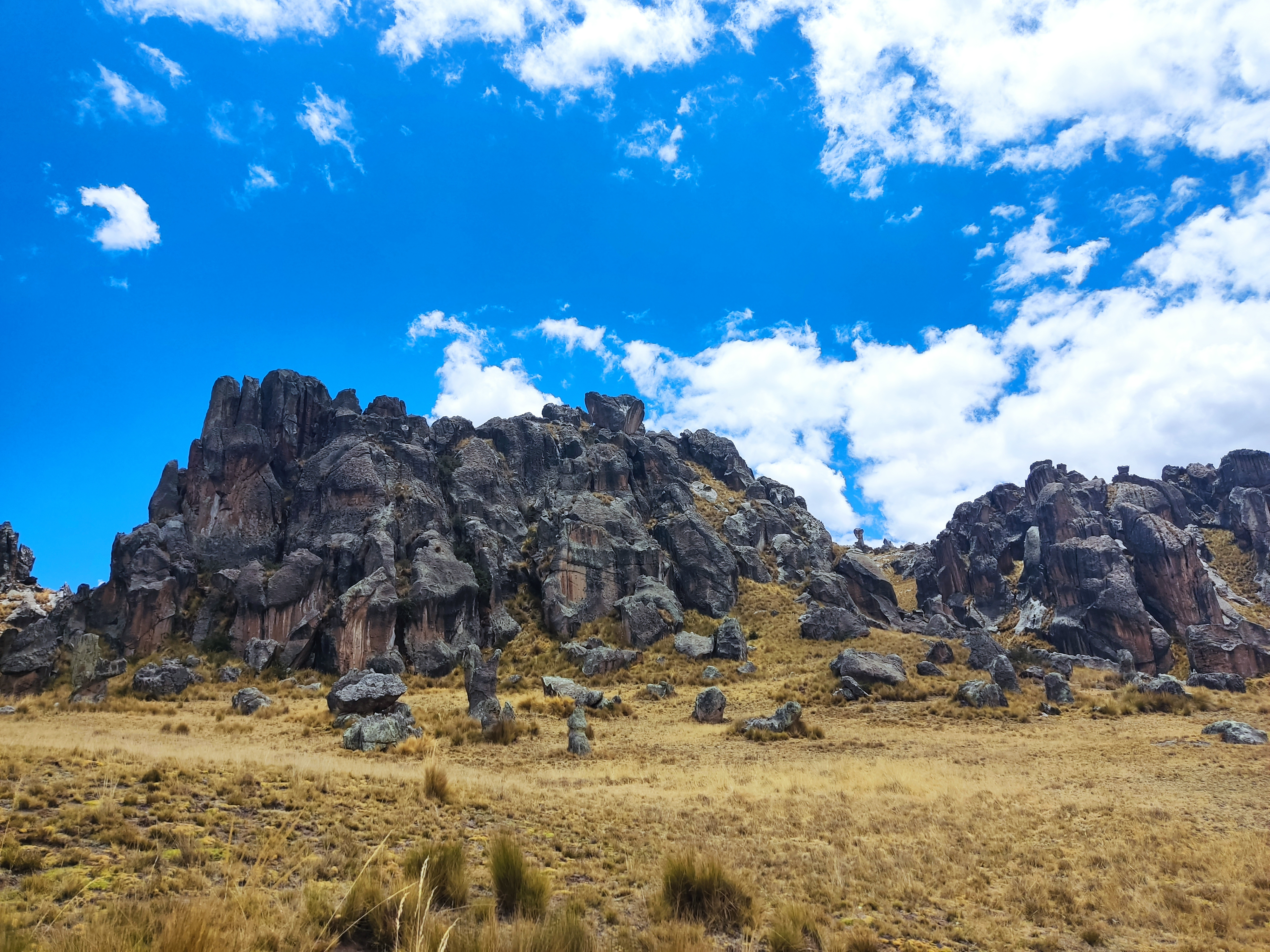
Formations rocheuses au.

#### Autres unités de conservation
En plus des parcs et réserves nationales, le Pérou compte diverses unités de protection, notamment :
- Sanctuaires nationaux tels que Huayllay, Calipuy, Lagunas de Mejía, Ampay, Manglares de Tumbes et Tabaconas Namballe.
- Sanctuaires historiques tels que Chacramarca, Pampas de Ayacucho et Machu Picchu.
- Forêts nationales telles que Biabo Cordillera Azul, Mariscal Cáceres, Pastaza-Morona-Marañón et Alexander von Humboldt.
- Forêts de protection telles que Aledaño Bocatoma del Canal Nuevo Imperial, Puquío Santa Rosa, Pui-Pui, San Matías-San Carlos, Alto Mayo et Pagaibamba.
- Réserves communales telles que Yanesha.
- Réserves de chasse telles que Sunchubamba et El Angolo.
- Zones réservées telles que Manu, Laquipampa, Apurímac, Pantanos de Villa, Tambopata-Candamo, Batán Grande, Algarrobal El Moro, Tumbes, Güeppi, Chancaybaños et Aymaru Lupaca.

Ces diverses unités de protection, de conservation et de recherche reflètent l'extraordinaire richesse biologique et le patrimoine historique et culturel du Pérou, faisant du pays l'une des régions naturelles privilégiées du monde.

### Frontières terrestres
- 1 560 km avec le Brésil
- 1 496 km avec la Colombie
- 1 420 km avec l'Équateur
- 900 km avec la Bolivie
- 160 km avec le Chili

### Problèmes environnementaux
Le Pérou est confronté à une crise environnementale complexe. Entre les années 1970 et 2020, le pays a perdu 51 % de la superficie de ses glaciers et environ la moitié de ses ressources en eau ne répondent pas aux normes de qualité. En outre, près de quatre millions d'hectares du territoire sont désertifiés, souvent à cause d'activités économiques.
Le phénomène climatique « El Niño côtier » conduit régulièrement à des inondations, glissements de terrain et coulées de boue. Pourtant, les autorités peinent à s'adapter : le Pérou a « un niveau extrêmement élevé de vulnérabilité et d'exposition au risque. On construit et reconstruit dans des zones à risques, juge Liliana Miranda, membre du Panel intergouvernemental d'experts sur le changement climatique, dénonçant « des années de laisser-faire et d'irresponsabilité des gouvernements successifs ».
La riche biodiversité de l'espace maritime péruvien est menacée depuis des années par la surexploitation des ressources. Certaines lois ont été adoptées afin de limiter les zones de pêche mais les industriels sont souvent accusés de ne pas les respecter. L'océan péruvien est par ailleurs confronté à des marées noires régulières. En janvier 2022, la compagnie pétrolière espagnole Repsol a été responsable du « pire désastre environnemental », selon les autorités, entraînant la pollution de plus de 11 000 hectares de zones maritimes et littorales. Mais la contamination pétrolière de moindre ampleur est quotidienne : entre 2016 et 2019, plus de 400 fuites de brut ont été enregistrées officiellement dans la mer et les cours d'eau.

## Économie

### Évolution économique récente

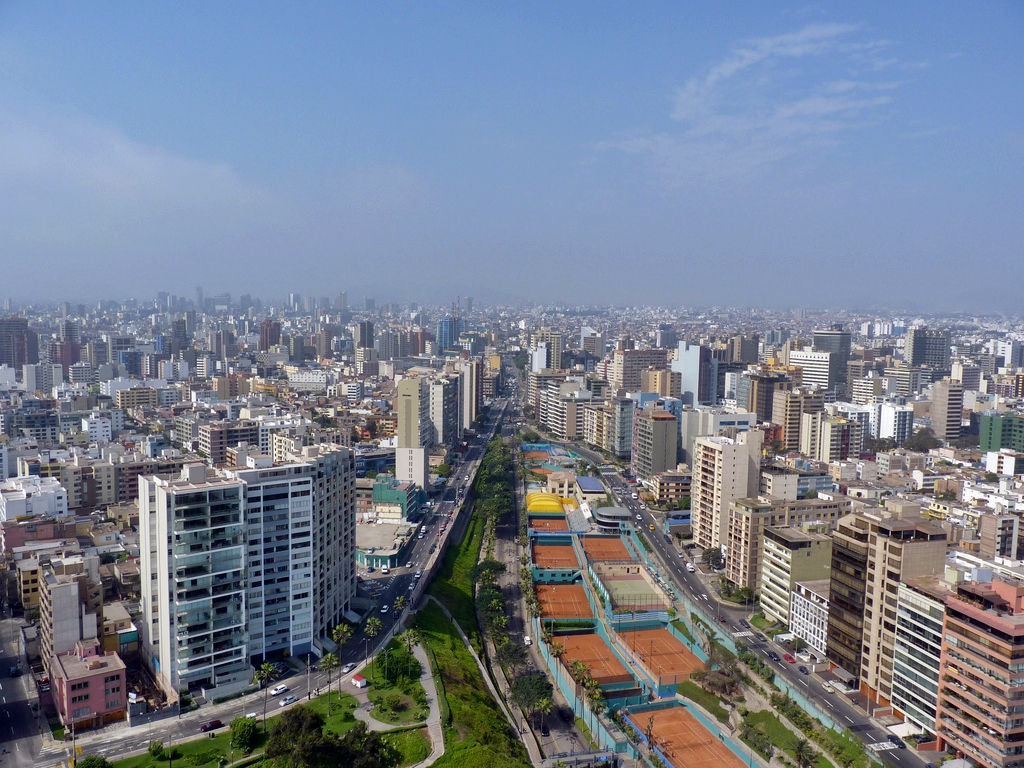
Lima, 2009.

L'économie du Pérou connait une croissance régulière. Le taux de croissance du PIB a dépassé la barre des 9 % en 2008, après une croissance de 8,9 % en 2007.
Depuis la politique de libéralisation lancée au début des années 1990 par le régime d'Alberto Fujimori, l'économie péruvienne a connu de profonds changements. Des privatisations, pour un total de 9,2 milliards de dollars, principalement dans les secteurs des télécommunications et de l'énergie, ont été menées entre 1990 et 2000 et il ne subsiste plus aujourd'hui qu'une quinzaine de grandes entreprises publiques. Outre la fin des contrôles de l'État, les différents gouvernements ont établi une politique monétaire restrictive et ont mis en place un environnement fiscal favorable aux investisseurs. Ces privatisations ont généré une immense corruption. Le 16 décembre 2020, la Suisse avait rendu au Pérou 16,3 millions de dollars à la suite d'actes de corruption commis dans ce pays sud-américain. Un accord trilatéral avec Lima et le Luxembourg sur la restitution des avoirs d'origine illicite a été signé.
Après avoir connu une période d'hyperinflation au cours des années 1980, la monnaie péruvienne connaît, quant à elle, une période de stabilité par rapport au dollar et aux monnaies européennes. Le taux d'inflation moyen s'est stabilisé autour de 3 % et reste depuis plusieurs années dans les limites de la fourchette fixée par la Banque centrale du Pérou (entre 1 % et 3 %). Le taux de dollarisation de l'économie reste toutefois élevé, s'établissant à 60 % des crédits en 2006 au secteur privé contre 82 % en 2000. Parmi les grandes orientations financières figure un axe majeur : la restructuration de la dette publique tant extérieure qu'intérieure. Elle a permis en cinq ans de voir passer la part de la dette intérieure de 22 % à 29 %, traduisant la confiance des marchés dans les obligations d'État. La dette publique globale, à la fin septembre 2007, atteint 31 % du PIB. En termes de compétitivité, le Pérou est considéré en 2008 comme la première économie d'Amérique latine. En 2024, le Pérou est classé en 75e position pour l'indice mondial de l'innovation. Les inégalités sociales sont très fortes : 1 % de la population concentre 30 % des richesses, selon les données du World Inequality Report 2022.
Si le respect des principes d'orthodoxie financière et l'amélioration de la gestion de la dette ont permis de regagner la confiance des investisseurs, l'économie péruvienne doit cependant toujours affronter deux défis majeurs :
- premièrement, le pays reste vulnérable aux fluctuations du prix des matières premières sur les marchés internationaux. Cette vulnérabilité implique une forte volatilité du PIB et cela peut avoir des effets potentiellement négatifs sur la croissance de long terme, sur le développement socioéconomique et sur les finances publiques ;
- deuxièmement, la phase conjoncturelle doit être exploitée pour favoriser la mise en place d'un scénario de croissance et de redistribution favorable à la lutte contre la pauvreté et au développement humain car la société péruvienne reste fortement fragmentée, culturellement et économiquement. Ainsi, les études montrent qu'une couche importante de la population reste dans la pauvreté malgré l'essor économique notable qu'a connu récemment le pays. L'Institut péruvien de statistiques (INEI) avance un chiffre de 21,8 % de pauvreté pour 2015, et la pauvreté extrême (moins d'un dollar de revenu par jour) s'élève à 4,1 % pour la même année[88]. En 2021, toujours selon l'INEI, 25,9 % de la population vit dans la pauvreté[89].

### Marché du travail
Le chômage est de 5,9 % en 2014 selon les statistiques officielles.
Les travailleurs informels représentent, en 2019, 70 % du marché du travail selon l'Institut national des statistiques et de l'informatique (INEI). En 2016, près de trois millions d'enfants et adolescents travaillent dans le secteur informel.
Dans le secteur formel, le temps de travail hebdomadaire légal est de 48 heures. Quant au salaire minimum, il s'établit autour de 1 025 soles (245 euros), un des plus bas de la région.
La retraite est quasi inexistante.

### Industrie minière
L'économie péruvienne dépend fortement des matières premières, qui représentent 60 % des exportations. En 2015, le Pérou est le deuxième producteur mondial d'argent, le troisième de zinc et de cuivre, le sixième d'or, et exploite aussi du gaz et du pétrole. En 2014, le pays comprenait environ 26 millions d'hectares de concessions minières, soit 20,42 % de la surface du pays. Il est en revanche peu industrialisé. Les grands projets miniers sur lesquels repose le modèle économique péruvien font aussi l'objet de contestations de la part des populations rurales qui profitent peu des retombées économiques mais doivent faire face à la pollution des cours d'eau et des sols, affectant leur agriculture.
D'après l'économiste José Oscatégui : « l'État péruvien est faible, parfois complètement absent de certaines provinces. Le Pérou n'a donc pas la capacité de négocier avec les multinationales et de récupérer les impôts qui pourraient alimenter des programmes sociaux. L'industrie minière, pilier de l'économie, illustre bien cette faiblesse. Malgré leur impact très lourd sur l'environnement et leurs profits record, les grands groupes qui exploitent les métaux péruviens sont taxés à hauteur de 30 % de leur bénéfice, comme toute autre entreprise locale. Mais en pratique, avec les exonérations, c'est encore moins, entre 13 et 14% » La moitié des opérateurs miniers du pays a obtenu à l'époque du président Alberto Fujimori des contrats de stabilité, c'est-à-dire une garantie contre tout changement de la politique fiscale du pays.

### Agriculture
Le Pérou a conservé une agriculture diversifiée, en particulier dans les zones encore boisées : au cours de la décennie 2010, il a confirmé sa huitième place au palmarès des quinze plus grands producteurs mondiaux de café, derrière la Colombie et le Honduras, autre grands exportateurs d'Amérique latine.
Selon un rapport de l'Organisation des Nations unies pour l'alimentation et l'agriculture (FAO), publié en août 2022, la moitié de la population du Pérou est en situation d'insécurité alimentaire modérée, soit 16,6 millions de personnes, et plus de 20 %, soit 6,8 millions, en situation d'insécurité alimentaire sévère : ils se privent de nourriture durant toute une journée, voire plusieurs journées. Le Pérou est ainsi encore plus touché que des pays en crise comme l'Argentine et le Venezuela.
La directrice de la FAO Pérou souligne que « c'est le grand paradoxe d'un pays qui a de quoi nourrir sa population. Le Pérou est un producteur net d'aliments et une des grandes puissances agroexportatrices de la région. » L'insécurité alimentaire est due aux fortes inégalités sociales et aux bas salaires, le salaire minimum péruvien étant l'un des plus faibles d'Amérique du Sud et le secteur informel très étendu. Toujours selon la FAO, les petits paysans souffrent eux-mêmes de la faim. Faiblement rémunérés, ils souffrent également des impacts du changement climatique et font face au problème du narcotrafic sur leurs terres et à l'activité minière qui épuise les sols.

### Transports et télécommunications
Train de la SierraLe train de la Sierra est la deuxième voie de chemin de fer la plus haute du monde, atteignant 4 871 mètres d'altitude. Le trajet qui relie Lima à Huancayo dure 11 heures. Le train franchit 69 tunnels, 58 ponts et 6 rebroussements. En 1999, la compagnie Ferrocarril Central Andino a été privatisée. En 2005, les voitures de tourisme ont été rénovées pour améliorer le confort et le service à bord. Le train des Andes fait désormais partie des lignes de chemins de fer les plus touristiques du monde.
Train du Machu-PicchuExploité par la compagnie Perurail, le train du Machu-Picchu relie Cuzco à Aguas Calientes (village situé au pied du Machu Picchu en passant par Poroy et Ollantaytambo. Il existe plusieurs types de train en fonction du confort choisi : le Backpacker, le Vistadome et le Hiram Bingham III.
Un réseau routier de plus de 80 000 km relie toutes les régions du pays. La côte péruvienne est traversée du nord au sud par un axe routier majeur et structurant : la route panaméricaine. Nommée aussi route 001 ou PE-1, cette route longue de 2 700 km s'étire de la ville de Tumbes jusqu'à Tacna, au sud du pays.
Deux autres grands axes longitudinaux sont la route de la Sierra (Piura-Puno, 3 508 km) et la route de la Selva (Cajamarca-Junín, 2 781 km). Une vingtaine d'axes transversaux desservent les villes de la Sierra et de l'Amazonie. Les trois axes longitudinaux mentionnés auparavant finissent par un nombre impair (PE-1, PE-3 pour la route de la Sierra, PE-5 pour la route de la Selva), alors que les routes et autoroutes transversales finissent par un nombre pair (PE-02, PE-04…). Bien que la plupart des axes soient interconnectés, leur construction est longue et coûteuse du fait du relief accidenté.
Il existe également deux axes routiers reliant les villes du Pérou et du Brésil. D'un total de 960 km, l'axe Interocéanique sud (nœud fluvial et terrestre) relie le port de Paita au nord du Pérou au port de Manaus au Brésil. Il vise aussi à l'amélioration de la navigabilité des fleuves du bassin amazonien en unissant l'Atlantique et le Pacifique. L'autre axe de transport, l'Interocéanique sud (plus de 2 600 km), devra relier l'Atlantique (notamment l'État d'Acre) et le Pacifique (Sud du Pérou), exclusivement par voie terrestre. Cela implique également l'amélioration des routes existantes et la construction de nouvelles.
Les transports maritimes souffrent d'une saturation des infrastructures qui ne peuvent faire face à l'augmentation du trafic de conteneurs dans les années 2000. Historiquement effectué par le port de Callao, il est assuré aussi par le port de Chancay inauguré en 2024, principalement financé par la Chine. Ce port offre une capacité très importante de 6 millions de tonnes de marchandises et 160 000 véhicules par an. Il est ainsi appelé à devenir un site de premier plan pour le pays tant pour l'importation de produits manufacturés, que pour l'exportation de minerais.
Les chemins de fer du Pérou atteignent une longueur totale de 2 100 km, dont 240 km de voies appartenant à la société minière Southern-Cooper. L'entreprise Ferrovias Central Andina a pris en charge le réseau central allant du Callao aux Andes Centrales et qui sert surtout au transport de minerais. L'entreprise Ferrocarriles Transandinos administre les réseaux du sud (Cuzco-Matarani) et sud-est (Cuzco-Machu Picchu, consacré au transport de touristes).
La Corporation péruvienne d'aéroports (Corpac) administrait, en 2007, 42 aéroports régionaux (d'un total de 210 que compte le pays). L'aéroport international Jorge-Chávez, l'un des plus modernes du continent, est de loin le plus important du Pérou. D'autres aéroports importants sont ceux de Cuzco, de Trujillo et d'Arequipa. Le transport fluvial ne concerne que le bassin amazonien, où se trouvent les quatre principaux ports fluviaux : Iquitos, Yurimaguas, Port Maldonado et Pucallpa. Le plus important est celui d'Iquitos (82 % du trafic fluvial total, soit 352 000 tonnes).
D'importantes sommes d'argent ont été injectées dans le secteur des télécommunications ces dernières années. Ces investissements concernent, pour leur grande majorité, l'extension et la densification des réseaux, ainsi que la progression de la couverture des zones rurales. Le taux de pénétration global actuellement[C'est-à-dire ?] est de 80 % dont environ 10 % pour les lignes fixes. Une partie importante des lignes (55 %) se trouve dans la capitale, Lima, et le port de Callao. Le parc total de lignes fixes a atteint plus de deux millions de lignes au 18 mai 2009. Le nombre de lignes mobiles représente 9,5 fois le nombre de lignes fixes. En juin 2009, le parc mobile était estimé à 22,9 millions abonnés.

## Population

### Évolution démographique
La population du Pérou est estimée en 2016 à 31 millions d'habitants, soit près de 5 % de la population de l'Amérique latine. La population a rapidement augmenté depuis les années 1960 : elle s'est multipliée par trois entre 1960 et 2009, passant de 10,4 millions à 29,1 millions d'habitants. Le taux de croissance démographique actuel cependant peut être considéré comme modéré dans le contexte latino-américain, s'élevant à 14,4 pour mille pour la période 2005-2010, soit un niveau légèrement supérieur à celui de la population latino-américaine estimée en 13,2 habitants pour mille.

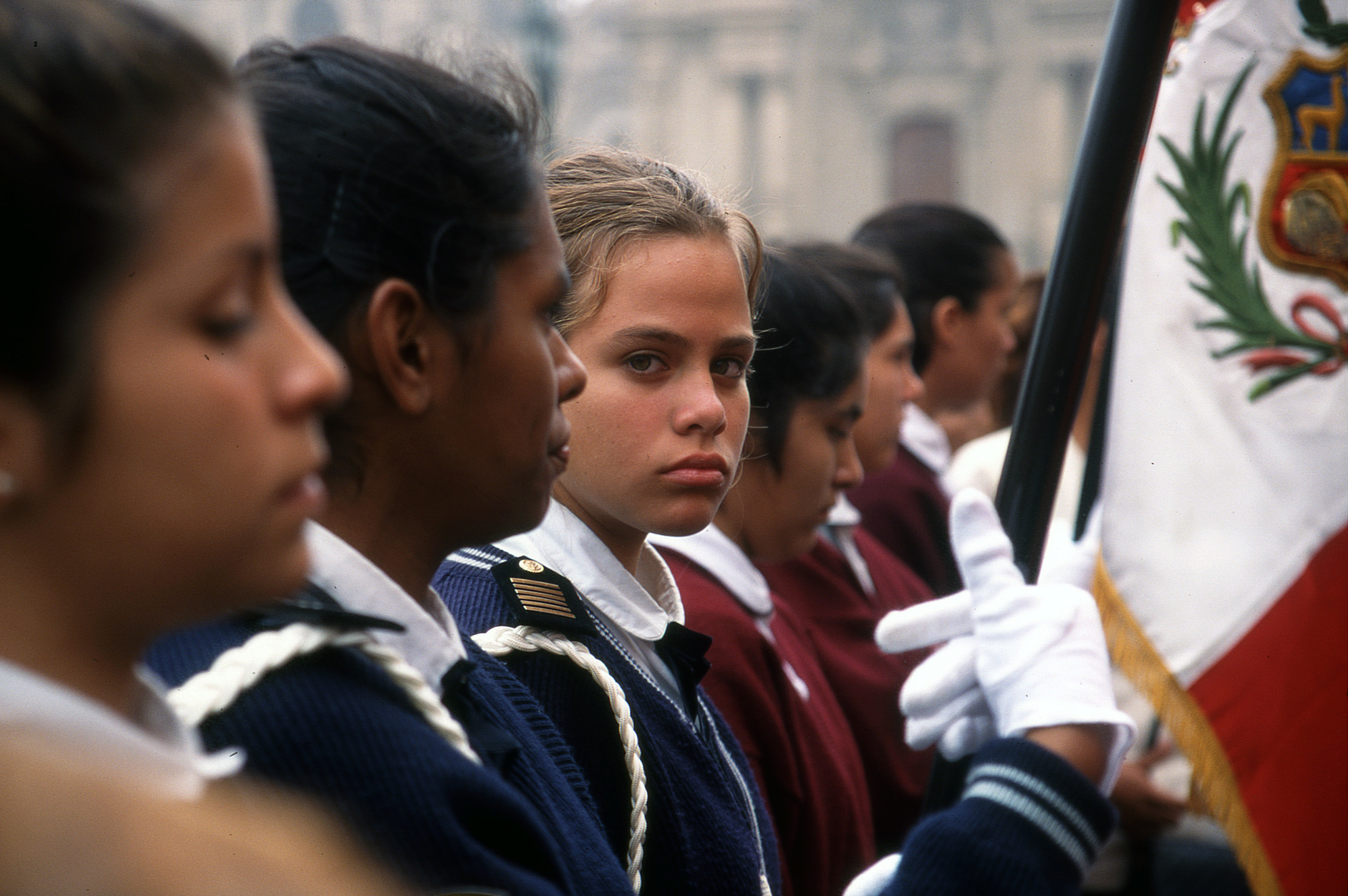
Lima.

La densité reste faible, le Pérou étant, avec 23,2 habitants par km2 l'un des pays les moins densément peuplés de l'Amérique. Cette densité est d'ailleurs très inégale : assez élevée sur la côte (242,7 habitants par km2 à Lima), elle est infime dans l'Amazonie péruvienne (2,4 habitants par km2 dans le département de Loreto et 1,3 habitant par km2 dans le département Madre de Dios).
Le Pérou s'est ouvert à l'immigration japonaise à la fin du XIXe siècle, recherchant surtout des travailleurs agricoles. Cette immigration a perduré jusque dans les années 1930. Elle a dû affronter la vindicte populaire pendant la Seconde Guerre mondiale. Les Japonais-Péruviens, soupçonnés d'être restés fidèles à un Japon belliqueux, ont été internés dans des camps aux États-Unis. Leurs biens ont été confisqués au Pérou.
Le redressement économique qu'a connu récemment le pays s'est accompagné d'une baisse relativement importante du nombre d'émigrants. Le solde migratoire est passé de -2,2 % pour la période 1990-2000 à -0,3 % pour la période suivante (2000-2010). Le nombre de Péruviens résidant à l'étranger s'élèverait à près de deux millions (2007), soit 7 % de la population. En 2019, trois millions de Péruviens vivent à l'étranger. Ils sont installés principalement aux États-Unis et dans une moindre mesure au Canada ou en Espagne. À l'heure actuelle, la communauté péruvienne figure parmi les dix nationalités les plus représentées aux États-Unis. L'émigration s'accélère dans les années 2020 à cause notamment du manque de perspective économique et de l'augmentation de l'insécurité. D'après une étude d'opinion, menée en 2023 par l'institut d'études péruviennes, 60 % des jeunes péruviens envisagent d'émigrer.
Selon la constitution de 1993, la langue officielle du Pérou est l'espagnol ; toutefois le quechua, l'aymara et d'autres langues indigènes possèdent un statut de coofficialité dans les parties du territoire, où elles sont prédominantes.
| Langue maternelle     | Population | Proportion (%) |
| --------------------- | ---------- | -------------- |
| espagnol              | 20 178 227 | 83,9           |
| quechua               | 3 261 750  | 13,2           |
| aymara                | 434 370    | 1,8            |
| langues de l'Amazonie | 223 194    | 0,9            |
| autres                | 49 996     | 0,2            |

### Santé
L'indice de fécondité est estimé à 2,37 enfants par femme] en 2009, soit un niveau légèrement inférieur à la moyenne latino-américaine (2,5 enfants). La fécondité reste cependant élevée dans les zones rurales et dans les communautés d'indigènes, alors qu'elle est plus basse dans les villes. L'espérance de vie est, quant à elle, estimée à près de 71,03 ans en 2010, ce qui est très semblable à l'espérance de vie mondiale de 71 ans.
Au début des années 1950, près d'un enfant sur huit né au Pérou mourait avant la fin de sa première année. Au cours des décennies suivantes, une chute spectaculaire de la mortalité infantile s'est produite. Le taux est passé de 158,6 pour mille en 1950 à 43 pour mille en 1996 et à 21 pour mille en 2006. Néanmoins, en 2019, la moitié des enfants de moins de trois ans présentent de sérieuses carences alimentaires.
Le Pérou a affiché le taux de décès dus à la pandémie de Covid-19 le plus élevé au monde, en partie en raison de l'effondrement de son système de santé publique et de l'absence de régulation étatique face à l'envol des prix des cliniques, des médicaments et de l'oxygène. Le Pérou est l'un des pays où les investissements dans le secteur de la santé sont les plus faibles, avec moins de 5 % du PIB investi par an. Les communautés indigènes se trouvent souvent sans accès aux hôpitaux et délaissées par l'État, ce qui les conduit à s'en remettre aux plantes médicinales dont l'efficacité est incertaine
Le parlement péruvien a approuvé en 2023 à une large majorité une loi qui accorde “le droit à la vie” de l'embryon dès sa conception, mettant en cause le droit à l'avortement. L'initiative de la loi revient à María Jáuregui, pasteure évangélique du parti d'extrême droite Rénovation populaire. La présidente doit encore décider de la promulgation de la loi.

### Ethnologie

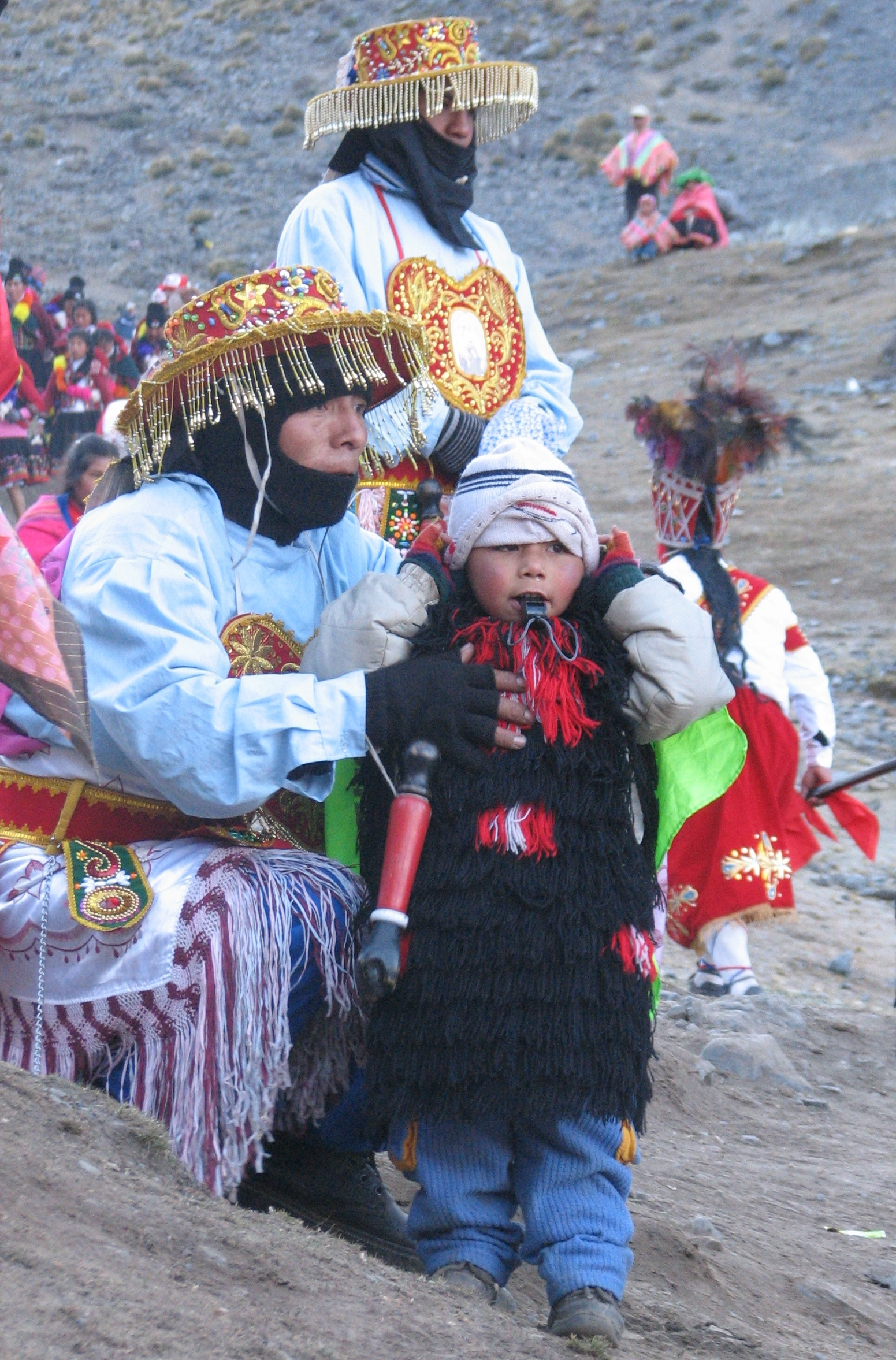
Fête du Qoyllur Rit'i ou Étoile des neiges (Cuzco).

Derrière l'apparente unité, la société péruvienne est profondément diverse. La venue de migrants originaires d'Europe, d'Afrique et d'Asie, lors des différentes périodes historiques, a favorisé le mélange de populations. Dès le XVIe siècle, le processus de colonisation est allé de pair avec la mixité des diverses composantes raciales. À cela, il faut ajouter une diminution drastique de la population autochtone au cours des premières décennies de présence espagnole. Décimés par les massacres et les épidémies, le nombre d'Amérindiens au Pérou est passé de onze millions d'habitants en 1500 à un peu plus d'un million un demi-siècle après. Le fait que Lima ait été le siège du vice-roi d'Espagne aurait encore aggravé le sort des Indiens du Pérou. La venue de migrants originaires d'Europe et d'Asie lors des premières années de la République a largement contribué à rendre la société péruvienne encore plus métissée. Entre 1849 et 1874, 80 000 Chinois arrivèrent ainsi au Pérou pour travailler dans les plantations de canne à sucre ou dans les gisements de guano.
Selon les estimations, 47 % des Péruviens sont des métis, c'est-à-dire d'origine à la fois amérindienne et européenne, et le pourcentage de population d'origine à prédominance européenne atteindrait 15 % (10 % d'ascendance espagnole (principalement des colons arrivés pendant la colonisation) et 5 % d'autre ascendance européenne (italienne 1,8 %, française 1,5 %, allemande et autrichienne 2 %). Dans certaines régions du Pérou, particulièrement sur la côte, on rencontre parfois de nombreux métis d'ascendance africaine. La proportion de la population indigène (ou personnes à prédominance indigène) fluctuerait entre 30 et 45 % de la population. Cette estimation est particulièrement difficile à faire car l'Institut national de statistique du Pérou se fonde sur des critères linguistiques et non des critères purement « raciaux ». Il fixe ainsi à 15,9 % le pourcentage des Indiens définis sur un critère linguistique. De nos jours, la plupart des Péruviens se considèrent comme des métis, sans qu'il soit possible de tracer des frontières précises entre les différentes catégories.
| Ethnie               | Famille linguistique | Population |
| -------------------- | -------------------- | ---------- |
| Asháninkas           | Arawaks              | 88 703     |
| Aguarunas            | Shuars               | 55 366     |
| Shipibo-conibo       | Pano                 | 22 517     |
| Chayahuita           | Cahuapana            | 21 424     |
| Quichua              | Quechua              | 19 118     |
| Lamas                | Quechua              | 16 929     |
| Cocama               | tupi-guarani         | 11 279     |
| Matsiguenga          | Arawaks              | 11 279     |
| Ticuna               | non déterminé        | 6 982      |
| Ese'ejja             | Tacana               | 588        |
| Orejóns              | Tucanoane            | 190        |
| Source : INEI (2007) |                      |            |

Les indigènes sont majoritaires dans les régions andines du pays (Cuzco, Huancavelica ou Puno). Sur la côte, caractérisée par une forte présence de population métisse ou d'origine européenne, les indigènes sont encore moins nombreux. De fortes minorités, telles les Ashaninkas, les Shipibo-conibos et les Aguarunas, sont présentes dans l'Amazonie ou le piémont amazonien. Les peuples indiens d'Amazonie ont généralement moins perdu leur culture après la conquête espagnole car leurs territoires étaient très difficiles d'accès. Au Pérou, la population autochtone n'est représentée par aucun parti politique contrairement à l'Équateur ou la Bolivie, où les mouvements indigènes occupent une place essentielle dans le paysage politique.
Les grandes migrations internes depuis les années 1950 ont favorisé encore plus la mixité de populations. Selon les estimations, le pays avait un taux d'urbanisation de 71 % en 2005. Le rythme de l'urbanisation est variable d'une région à l'autre. À un extrême, on trouve des régions fortement urbanisées (Lima ou Piura), dans lesquelles la part de la population urbaine s'élève à près de 90 %. La majeure partie des migrants a convergé vers la capitale, Lima, qui est devenue une ville métissée, un véritable carrefour de cultures régionales.
Les indigènes ont été de facto presque entièrement privés de leur droit de vote jusqu'aux années 1980. Aujourd'hui, les médias et les intellectuels péruviens parlent d'une culture métisse. Le développement de l'indigénisme a conduit également à réévaluer le métissage.
Les indigènes péruviens sont de nos jours encore sujets aux discriminations raciales. L'historienne Cecilia Mendez, professeure à l'université de Californie, évoque « un apartheid de fait, qui n'a pas besoin de loi tant il est validé socialement et enkysté dans les habitudes mentales des dominants ». Parler une langue autochtone ou se vêtir d'habits traditionnels expose aux discriminations dans des commerces où à l'hôpital, à être maltraité dans les commissariats et à une invisibilisation dans les médias.
L'accès à l'éducation est plus faible dans la population indigène, avec seulement 10,2 % d'entre eux poursuivant des études supérieures. Les opportunités sur le marché du travail sont encore plus limitées, avec une surreprésentation dans le secteur agricole et dans les emplois non qualifiés. À eux deux, ces secteurs représentent deux tiers des emplois pour la population indigène contre seulement un tiers pour les non-indigènes.

### Langues
La langue officielle la plus répandue au Pérou est l'espagnol, appelé aussi castillan qui est aussi la langue maternelle de 80,2 % de la population et la lingua franca de la société péruvienne. Les langues autochtones, dont le quechua (13,2 %) et l'aymara (1,8 %), viennent en deuxième et troisième position.

La pratique du quechua, langue parlée par 60 % des Péruviens au début du XXe siècle, s'est effondrée à 13 % en 2017. En arrivant en ville, les paysans andins ont souvent été contraints d'abandonner leur langue maternelle, méprisée par les médias et les services de l'État, pour l'espagnol.

### Régions métropolitaines
| Rang | Région métropolitaine | Région      | Population (2012) |
| ---- | --------------------- | ----------- | ----------------- |
| 1    | Lima                  | Lima        | 9 450 585         |
| 2    | Trujillo              | La Libertad | 906 313           |
| 3    | Arequipa              | Arequipa    | 886 708           |

### Villes les plus peuplées
Le Pérou regroupe un ensemble de régions dont la population est de taille très inégale. Cinq régions seulement sur vingt-quatre rassemblent en effet plus de la moitié de la population totale (52 %) : Lima, Piura, La Libertad, Cajamarca et Puno. Lima, avec 8,4 millions d'habitants, concentre à elle seule presque un tiers de la population du pays (30,8 %). À l'autre extrême, une dizaine de régions représentent à peine plus de 10 % de la population totale du pays. En 2007, les dix plus grandes villes du Pérou étaient :
| Rang | Ville    | Région      | Population (2007) |
| ---- | -------- | ----------- | ----------------- |
| 1    | Lima     | Lima        | 8 472 935         |
| 2    | Arequipa | Arequipa    | 749 291           |
| 3    | Trujillo | La Libertad | 682 834           |
| 4    | Chiclayo | Lambayeque  | 524 442           |
| 5    | Piura    | Piura       | 377 496           |
| 6    | Iquitos  | Loreto      | 370 962           |
| 7    | Cuzco    | Cuzco       | 348 935           |
| 8    | Chimbote | Áncash      | 334 568           |
| 9    | Huancayo | Junín       | 323 054           |
| 10   | Tacna    | Tacna       | 242 451           |

### Ordres et décorations
Ordres nationaux :
- ordre du Soleil ;
- ordre du Mérite pour services distingués ;
- ordre du Mérite pour services diplomatiques.

Ordres ministériels/spécifiques :
- ordre militaire de Ayacucho (Défense) ;
- ordre du Mérite naval ;
- ordre du Mérite aéronautique ;
- ordre de Hipolite Unanue (Santé) ;
- ordre de Ramon Castilla (Justice) ;
- ordre du Mérite agricole ;
- ordre du Travail ;
- ordre du Mérite de la police nationale ;
- ordre du Mérite de la Guardia Civil.

### Religion
| Religion           | %  |
| ------------------ | -- |
| Catholicisme       | 76 |
| Protestantisme     | 17 |
| Sans religion      | 4  |
| Autres confessions | 3  |

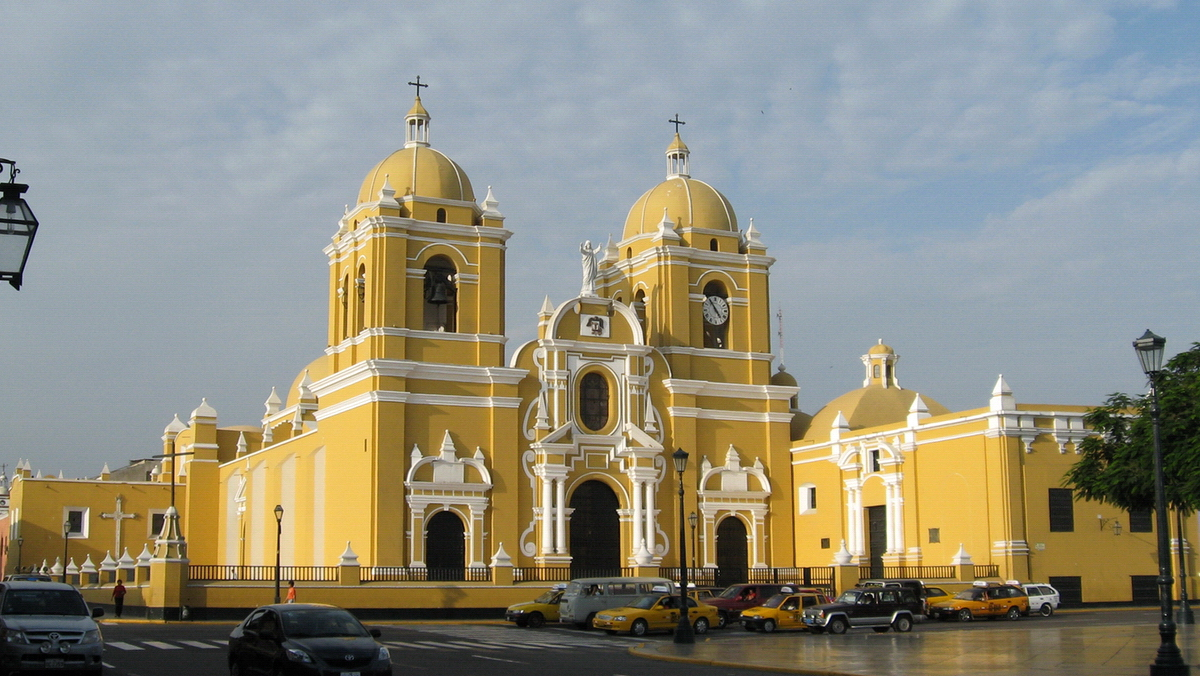
Cathédrale de Trujillo.

La grande majorité des Péruviens (76 %) est catholique. Plus de 17 % de la population se déclarent cependant de différentes organisations évangéliques, dont l'influence ne cesse de croître depuis les années 1980. En 1993, la nouvelle constitution garantit la liberté de culte mais souligne : « au sein du régime d'indépendance et d'autonomie, l'État reconnaît l'Église catholique comme un élément important dans la formation historique, culturelle et morale du Pérou. »
Chaque année au mois d'octobre, la procession du Seigneur des miracles (el Señor de los Milagros) attire dans les rues de Lima une foule énorme de fidèles drapés de morado (violet). Ils seraient plus d'un million de Péruviens à participer aux festivités du Cristo Morado. Objet de vénération au Pérou et dans quelques pays d'Amérique latine, le culte au Christ de Pachacamilla (autre nom du Seigneur des miracles) serait la christianisation du dieu Pachacamac. Le culte au Seigneur des miracles est le plus important du Pérou mais d'autres villes rendent aussi culte à leur patron. La fête du Corpus Christi mobilise l'ensemble de la ville de Cuzco durant les premiers jours du mois de juin et la Virgen de la Candelaria est une festivité importante dans la région de Puno.
Le 21 octobre 2016, le Pérou fut consacré au Sacré-Cœur par le président Pedro Pablo Kuczynski.

#### Théologie de la libération
Gustavo Gutiérrez Merino, né à Huánuco en 1928, est considéré comme le pionnier de la théologie de la libération. Le théologien inspire le mouvement en 1972 dans un ouvrage du même nom. Influencé par Bartolomé de las Casas et les différents mouvements sociaux du XXe siècle, il développe et approfondit la vision du Salut chrétien en tant que « choix préférentiel pour les pauvres », vision proclamée par les conférences de Medellín (1968) et de Puebla (1979) organisées par le Conseil épiscopal latino-américain. L'enjeu de la théologie de la libération n'étant pas seulement théorique mais aussi politique, elle fait l'objet d'un débat public bien au-delà du cercle des théologiens. Ce courant théologique est devenu influent en Amérique latine et en Afrique mais les théologiens de la libération ont dû affronter une grande opposition du Vatican, en raison de la compromission de cette théologie avec le marxisme. En 2003, le père Gutierrez a reçu le prix Prince des Asturies.

### Système éducatif

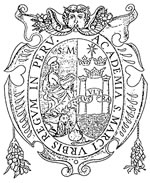
Blason de l'université majeure de San Marcos, fondée en 1551.

Selon Garcilaso de la Vega, Inca Roca ordonna la création des premiers établissements d'enseignement, les Yachayhuasi ou Maisons de Savoir. La direction de ces « écoles » fut confiée aux amautas, savants en astronomie, qui étaient également capables de lire les quipus. Les jeunes étaient instruits aux affaires de l'État (les lois, l'administration ou l'histoire) ainsi qu'aux rites et aux préceptes de la religion. Le système éducatif pendant la longue période coloniale était déterminé par le triple impératif de transformer les populations locales en habitants utiles, en chrétiens pieux et surtout en sujets fidèles au roi. Ce sont les différents ordres religieux qui fondèrent les premières écoles : Colegio Mayor de San Pablo (1568) et Colegio Mayor de San Felipe (1575). À un niveau plus élevé, les dominicains fondent en 1551 la première université du Nouveau Monde : l'université nationale principale de San Marcos.
Le système éducatif péruvien consiste en quatre niveaux : le nido (ou wawa wasi), l'éducation primaire, l'éducation secondaire et l'université.
Les nidos (privé) ou wawa wasis (publique), pour les enfants de 1 à 5 ans, ne sont pas obligatoires, bien que la plupart des niños les fréquentent. L'éducation primaire est divisée en six niveaux (nommés de premier au sixième grado de primaria). Depuis la constitution de 1828, article 171, elle est obligatoire et gratuite. L'éducation secondaire, obligatoire et gratuite aussi, est composée de cinq niveaux (nommés grados de secundaria). Les deux dernières années sont surtout consacrées à la préparation des examens pour entrer aux universités, préparation qui a lieu dans des centres d'enseignement nommés Academias Preuniversitarias ou Pre.

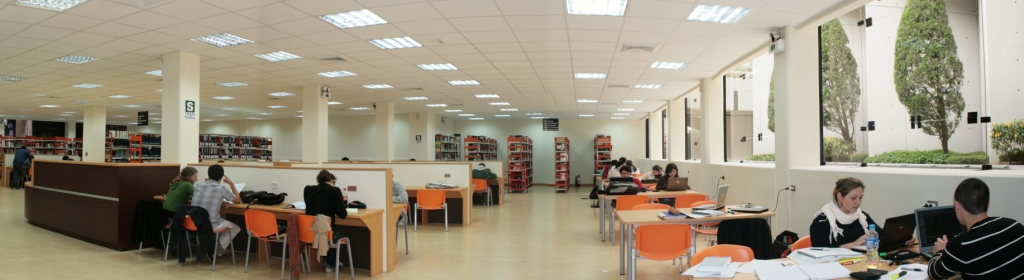
Centre des ressources CRAID de l'université du Pacifique (Lima).

Enfin, l'éducation universitaire. Le Pérou possède un réseau de 70 universités (28 publiques et 42 privées). Contrairement au système universitaire français, les élèves qui souhaitent faire des études à l'université sont dans l'obligation de passer un examen de sélection (examen de ingreso). Les études universitaires sont divisées en deux cycles distincts : les Estudios Generales et faculté. Les diplômes de fin d'études sont le Bachillerato (à ne pas confondre avec le baccalauréat français) et la Licencia (grade académique de licencié). La recherche publique est chapeautée par le Conseil national de la science, de la technologie et de l'innovation technologique (CONCYTEC).
Le régime d'Alberto Fujimori a mis en marche dans les années 1990 une libéralisation de l'éducation, avec notamment une loi, en 1996, pour la promotion des investissements privés, censés favoriser « la modernisation du système éducatif ». Le nombre d'universités a triplé dans les vingt années qui ont suivi mais beaucoup d'établissements, dirigés par des hommes d'affaires, ne présentent aucune garantie académique. Ces universités engrangent des bénéfices exorbitants, tout en délivrant des diplômes sans aucune valeur. En 2014, le gouvernement adopte une loi visant à mieux réguler l'enseignement supérieur privé. Elle comprend la mise en place de huit critères de qualité, parmi lesquels un plan d'études élaboré, un budget alloué pour la recherche, un minimum de professeurs à temps complet, un mécanisme d'insertion professionnelle et des infrastructures adéquates. Cette réforme a toutefois été farouchement combattue par les lobbys des universités privées, qui disposent des relais très actifs au Parlement. Ils obtiennent ainsi son abrogation en 2023.
Le Pérou compte également quelques institutions étrangères prestigieuses parmi lesquelles le Markham College, et le lycée franco-péruvien qui appartient à l'AEFE.
Néanmoins, le Pérou est le seul des cinq pays d'Amérique latine évalués par l'étude PISA en 2004 (avec l'Argentine, le Brésil, le Chili et le Mexique) où plus de la moitié des jeunes de 15 ans n'a pas acquis le niveau de connaissance et les compétences en lecture suffisantes afin de poursuivre correctement son éducation. Et cela est davantage inquiétant si l'on considère que des indices montrent que dans l'enseignement supérieur le problème s'accentue en raison de la complexité des processus d'apprentissage.
Pour de nombreuses familles pauvres, le travail des enfants est indispensable pour pouvoir financer leur propre scolarisation. L'école publique est gratuite et obligatoire jusqu'à l'âge de onze ans mais les uniformes et les fournitures scolaires représentent des postes de budget très lourds pour des foyers modestes. Chaque année, des milliers d'enfants abandonnent l'école pour des raisons économiques.

### Discrimination des homosexuels
En 2009, le gouvernement péruvien interdit aux personnes homosexuelles de s'engager dans la police pour ne pas porter préjudice à l'image de l'institution.

### Criminalité
L'insécurité est une des principales préoccupations des Péruviens urbains. Environ 80 % des personnes interrogées se sentent en insécurité dans les grandes villes du pays, en particulier à Lima, selon les enquêtes d'opinion en 2023. Une courte majorité de sondés se déclare prête à accepter un leader qui mette fin à la délinquance même en ne respectant pas l'État de droit.

## Culture

### Arts visuels

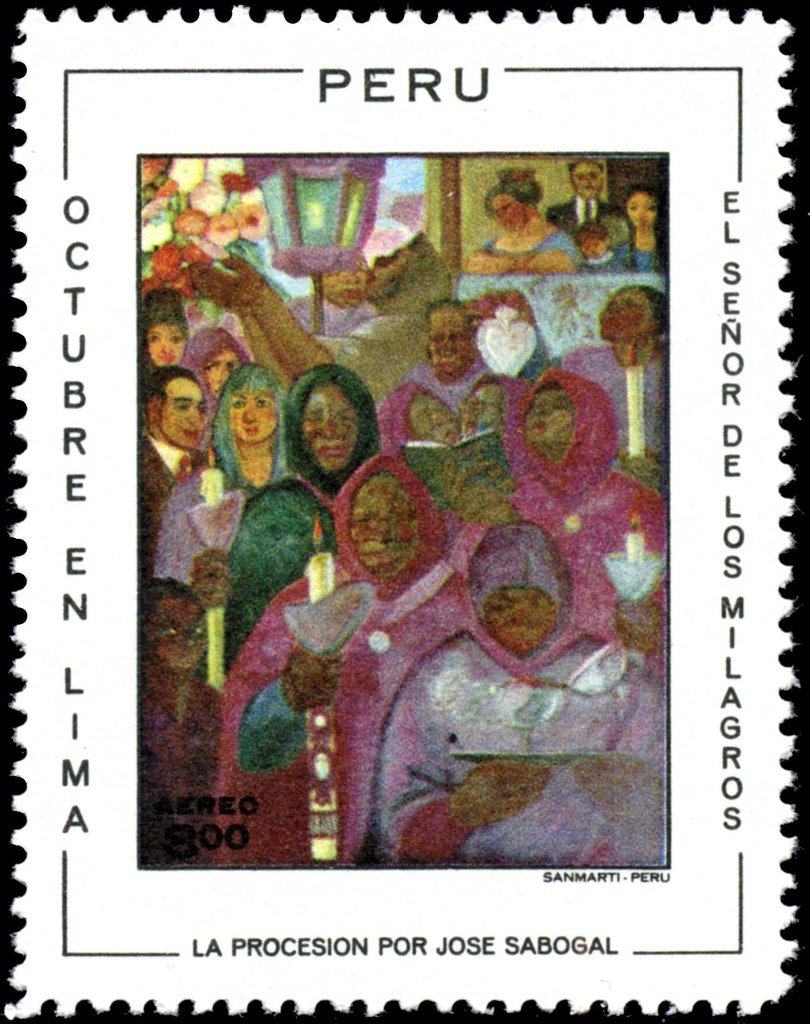
"Le Christ Miraculeux", une représentation artistique de José Sabogal, peintre péruvien.

Le patrimoine culturel du Pérou trouve son origine dans les anciennes civilisations andines qui ont émergé sur son territoire avant l'arrivée des Espagnols. Les trésors archéologiques péruviens témoignent d'un développement culturel significatif qui s'est réalisé sans contact avec d'autres cultures extracontinentales.
Les premières manifestations artistiques avec un haut degré d'évolution intellectuelle et technologique se trouvent dans les sites de Chavín de Huántar et Cupisnique, datés entre les IXe et IVe siècles avant J.-C. Ces expressions comprennent l'orfèvrerie en argent et en or, la céramique, l'architecture et la sculpture sur pierre, et reflètent un art symbolique et religieux.
Entre les VIIIe siècle avant J.-C. et Ier siècle après J.-C., les cultures Paracas Cavernas et Paracas Necrópolis se sont développées. La première a produit de la céramique polychrome avec des représentations religieuses, tandis que la seconde s'est distinguée par sa céramique monochrome et ses tissus complexes et délicats.
Au cours de la période allant des IIIe siècle avant J.-C. au VIIe siècle après J.-C., les cultures urbaines Mochica à Lambayeque et Nazca dans la vallée du río Grande, à Ica, ont émergé. Ces deux cultures sont remarquables pour leur agriculture en terrasses avancée, leur ingénierie hydraulique et leurs productions céramiques, textiles, picturales et sculpturales.

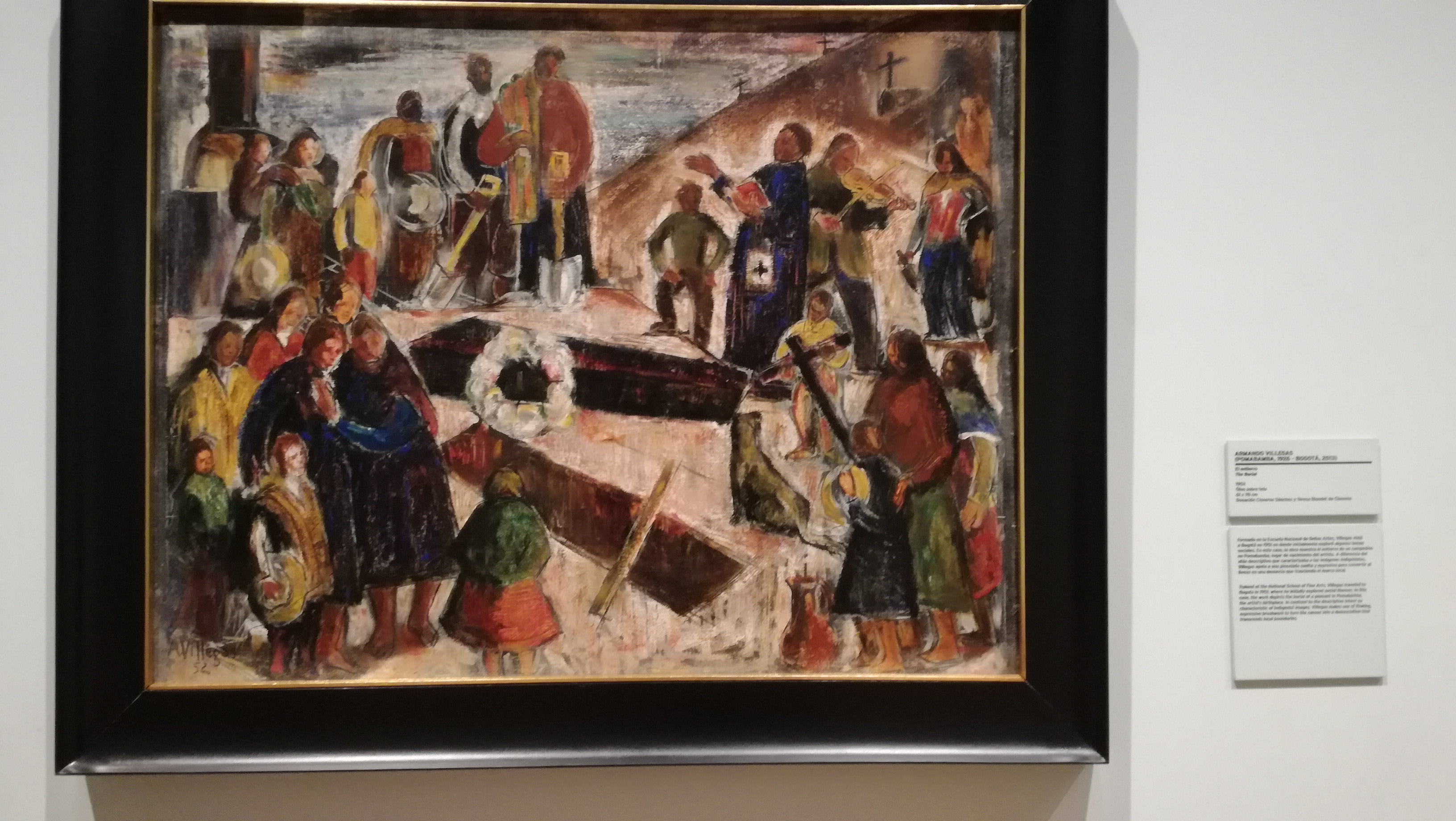
"Les Obsèques" (1952), une œuvre picturale à l'huile sur toile, créée par l'artiste peintre péruvien Armando Villegas.

La civilisation Wari, entre les VIIe et XIIe siècles, installée à Ayacucho, fut pionnière dans la conception urbaine rationnelle, un concept qui s'est étendu à d'autres zones comme Pachacámac, Cajamarquilla et Wari Willka. La culture de Tiahuanaco, qui s'est développée sur les rives du lac Titicaca entre les IXe et XIIIe siècles, est connue pour son architecture et sa sculpture monumentale en pierre, facilitée par l'utilisation du bronze.
Le peuple Chimú, entre les XIVe et XVe siècles, a construit la ville de Chan Chan dans la vallée du río Moche, à La Libertad, et s'est distingué par ses compétences en orfèvrerie et en ingénierie hydraulique.
La civilisation inca, qui a absorbé une grande partie de l'héritage culturel de ses prédécesseurs, a laissé d'importantes traces telles que les villes de Cuzco, les vestiges architecturaux de Sacsahuamán et Machu Picchu, et un réseau de routes reliant Cuzco aux autres régions de l'empire. Avec l'arrivée des Espagnols, une fusion culturelle s'est produite, qui s'est reflétée dans l'architecture péruvienne, combinant des styles européens avec des influences indigènes. Après la période de la Renaissance, le baroque a atteint une expression riche dans des édifices tels que le couvent de San Francisco à Lima et l'église de la Compagnie à Cuzco.

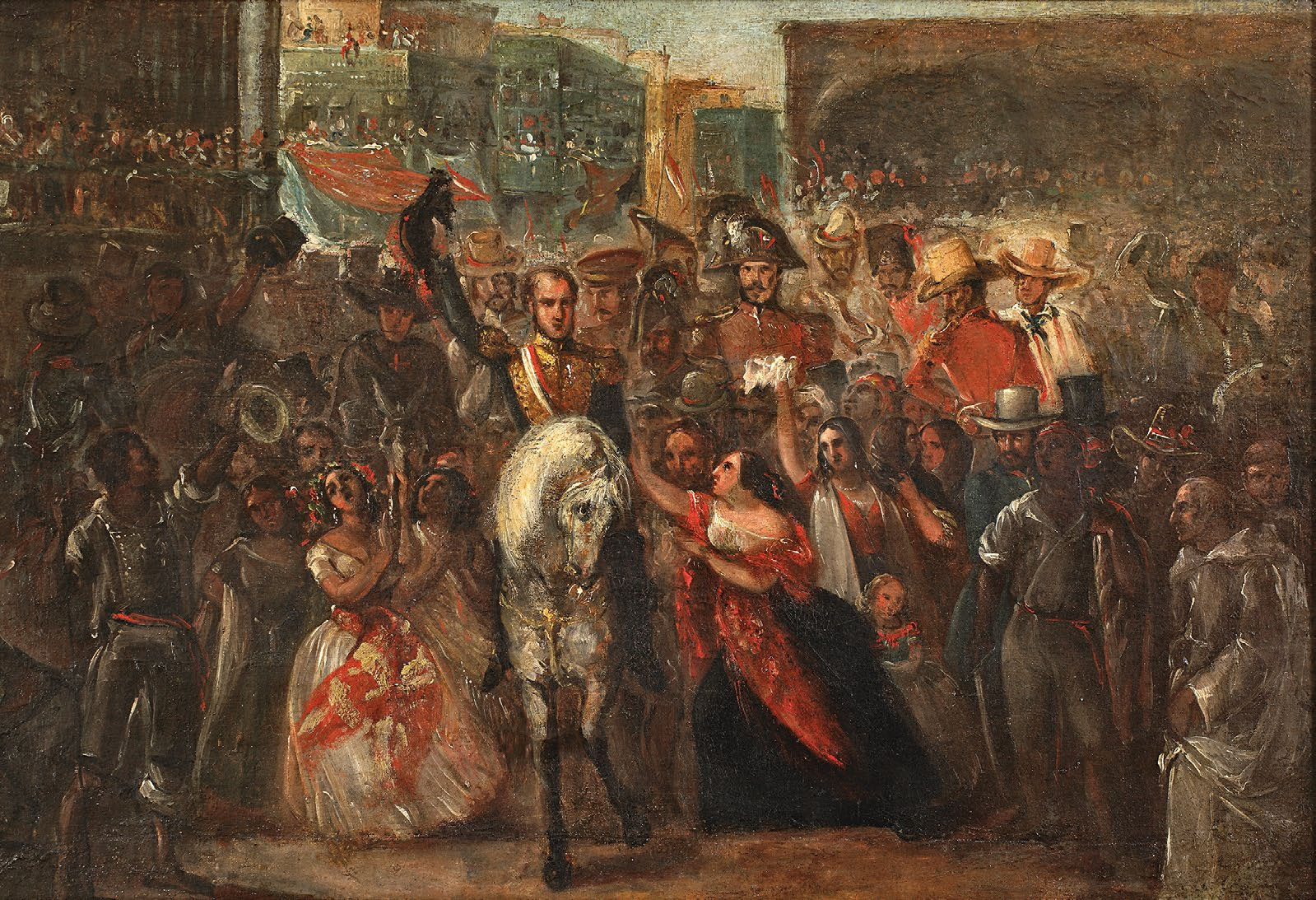
"L'entrée du président Luis José de Orbegoso à Lima" (1842). Peinture à l'huile sur toile, réalisée par le peintre péruvien Ignacio Merino.

La guerre d'indépendance a créé un vide créatif, que le néoclassicisme d'inspiration française a tenté de combler. Au cours du XXe siècle, on a observé un éclectisme architectural, avec le fonctionnalisme constructif émergent comme réponse, représenté par la place San Martín de Lima.
La sculpture et la peinture péruviennes se sont développées à partir d'ateliers fondés par des religieux, influencés par l'école baroque de Séville. Ce mouvement artistique se manifeste dans des œuvres telles que les stalles du chœur de la cathédrale et la fontaine de la place d'Armes de Lima.
Le métissage artistique fut plus évident dans la peinture, qui incorpora des éléments de l'héritage indigène. Des exemples de cela sont le portrait d'Atahualpa prisonnier, de Damián de la Bastida y Mora, et les œuvres d'artistes comme Mateo Pérez de Alesio, Angelino Medoro, Francisco Bejarano, Jesús de Illescas, et Joaquín Rodríguez.

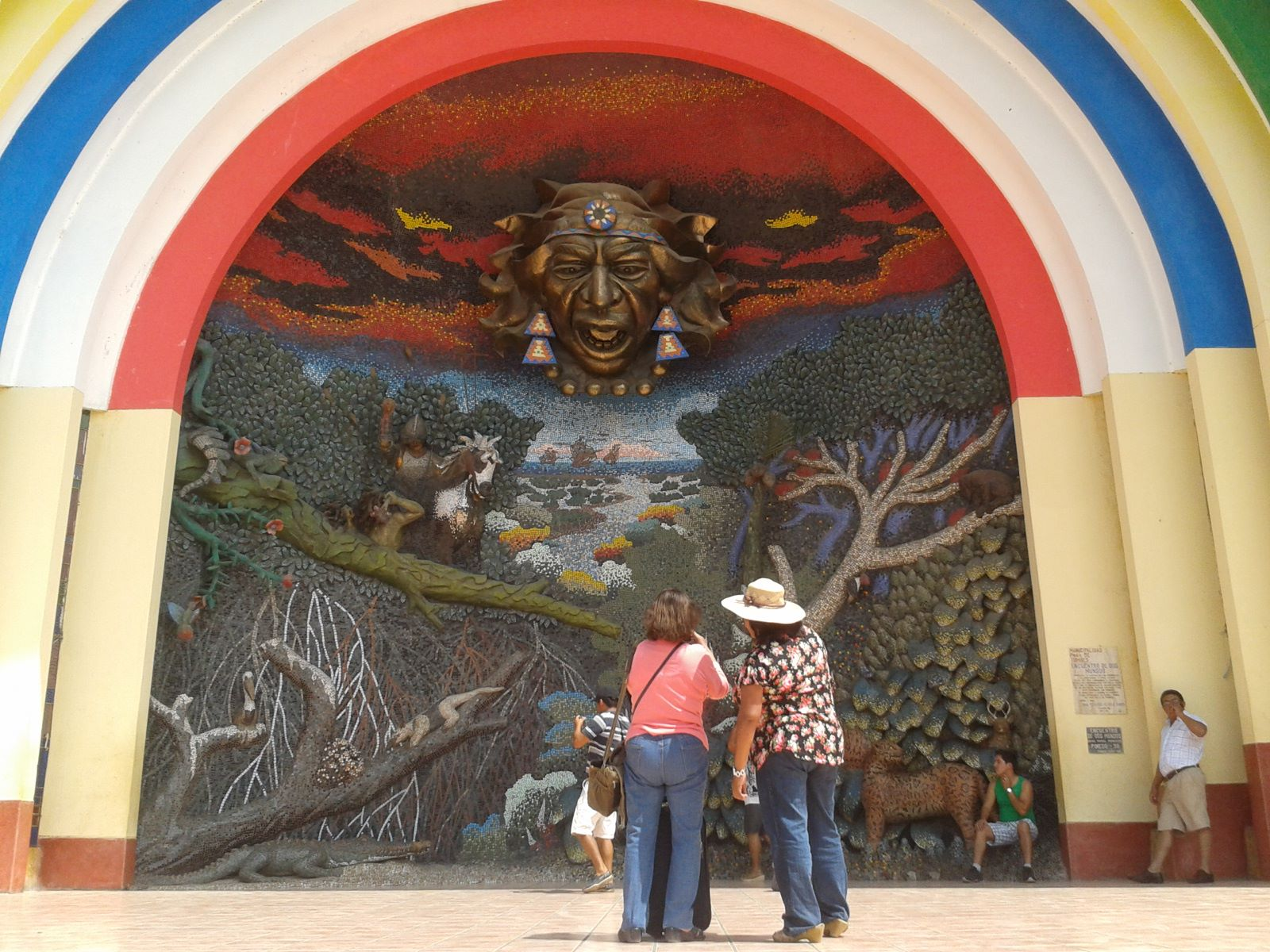
Fresque murale intitulée 'Rencontre de deux mondes' mettant en valeur le portrait du cacique Chilimasa, une œuvre réalisée par l'artiste péruvien Víctor Delfín.

Pendant les XVIIe et XVIIIe siècles, le baroque a dominé l'art plastique, tandis qu'au XIXe siècle, les courants néoclassiques et romantiques français ont trouvé leurs représentants les plus éminents en Luis Montero, Ignacio Merino, et Francisco Masías.
Au XXe siècle, la fondation de l'École des Beaux-Arts de Lima en 1919 a marqué un tournant dans la sculpture et la peinture péruviennes. On distingue des sculpteurs tels que Luis Agurto, Luis Valdettaro, Joaquín Roca Rey, Jorge Piqueras, Alberto Guzmán, Víctor Delfín, et Francisco Sánchez, et des peintres comme Daniel Hernández Morillo, Ricardo Grau, César Quispez Asín, et José Sabogal. Ce dernier a dirigé le mouvement indigéniste, un pilier de la peinture péruvienne contemporaine, avec des représentants tels que Fernando de Szyszlo, Alberto Dávila, Armando Villegas, Sabino Springett, Víctor Humareda, Mario Alejandro Cuadros, Ángel Chávez, Milner Cajahuaringa, Arturo Kubotta, Venancio Shinki, Alberto Quintanilla, Germán Chávez, Tilsa Tsuchiya, David Herskowitz, Óscar Allain, et Carlos Revilla. Certains artistes, après être passés par l'École des Beaux-Arts de Lima, partent vivre et travailler à Paris comme les frères Braun (Fernando Vega et Herman Braun-Vega), Manuel Zapata ou Carlos Braché entre autres.

### Littérature et poésie

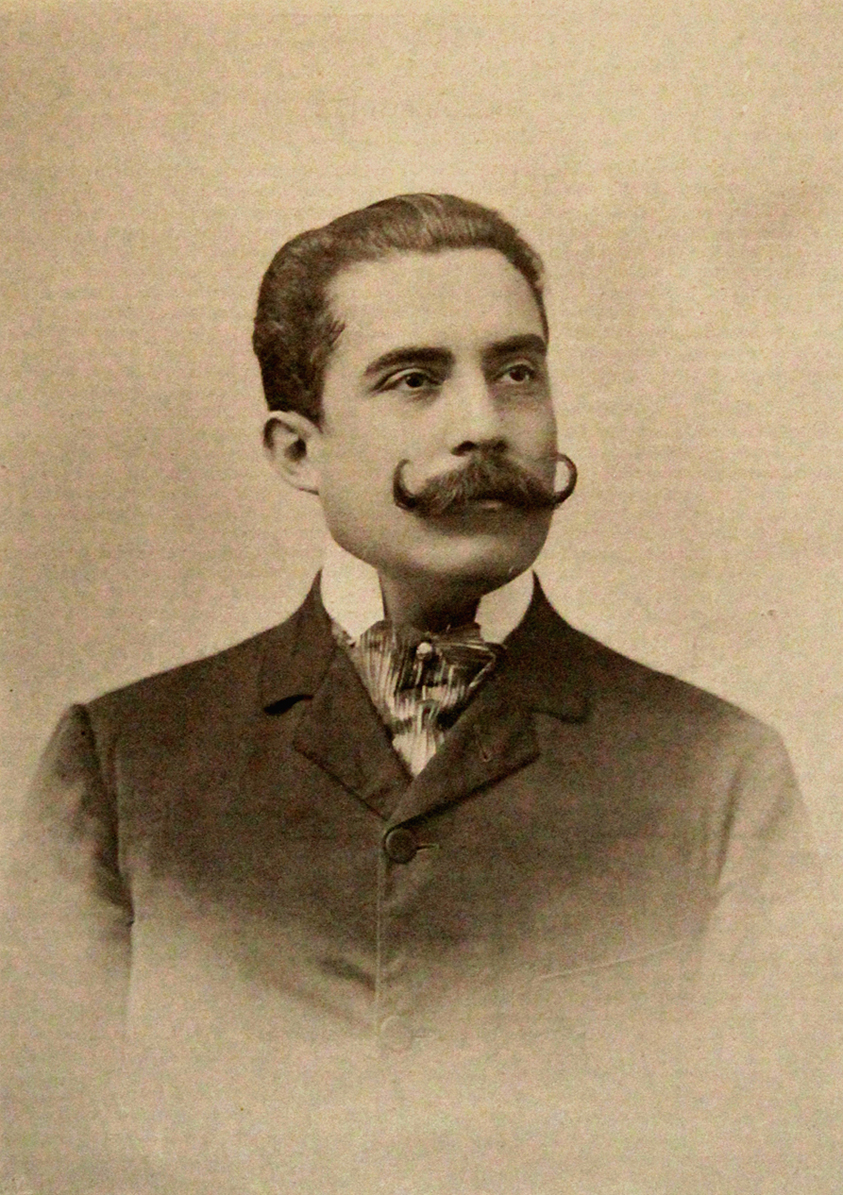
Le poète péruvien José Santos Chocano, né en 1875 et décédé en 1934.

La littérature péruvienne a été façonnée par la convergence de la tradition orale indigène et des ressources techniques de l'écriture introduites par les Espagnols. Cette fusion a permis, dès ses débuts, la collecte et l'expression des diverses et complexes réalités culturelles qui se sont affrontées après la conquête.
La littérature quechua et aymara, transmise oralement, était profondément liée aux rituels religieux, agricoles, amoureux, festifs et funéraires. Ces caractéristiques se sont reflétées dans certaines formes de poésie et de prose, comme on peut le voir dans les premières chroniques historiques, y compris les Commentaires Réels de l'Inca Garcilaso de la Vega et la Nueva Crónica y Buen Gobierno de Felipe Guaman Poma de Ayala. Il est également notable de mentionner l'identification entre les yaravíes et la poésie patriotique et romantique, représentée dans l'œuvre de Mariano Melgar.
Pendant la période coloniale et républicaine, l'hégémonie de l'oligarchie créole dans la société péruvienne a favorisé l'adoption des formes littéraires européennes au détriment des formes indigènes. Dans ce contexte, des auteurs néoclassiques comme Manuel Ascensio Segura et Felipe Pardo y Aliaga ont émergé, dominant la scène littéraire jusqu'à la fin du XIXe siècle, lorsque le romantisme s'est imposé avec des figures telles que Carlos Augusto Salaverry et José Arnaldo Márquez. La crise résultant de la guerre du Pacifique a ouvert la voie au modernisme, avec des représentants tels que José Santos Chocano et José María Eguren.

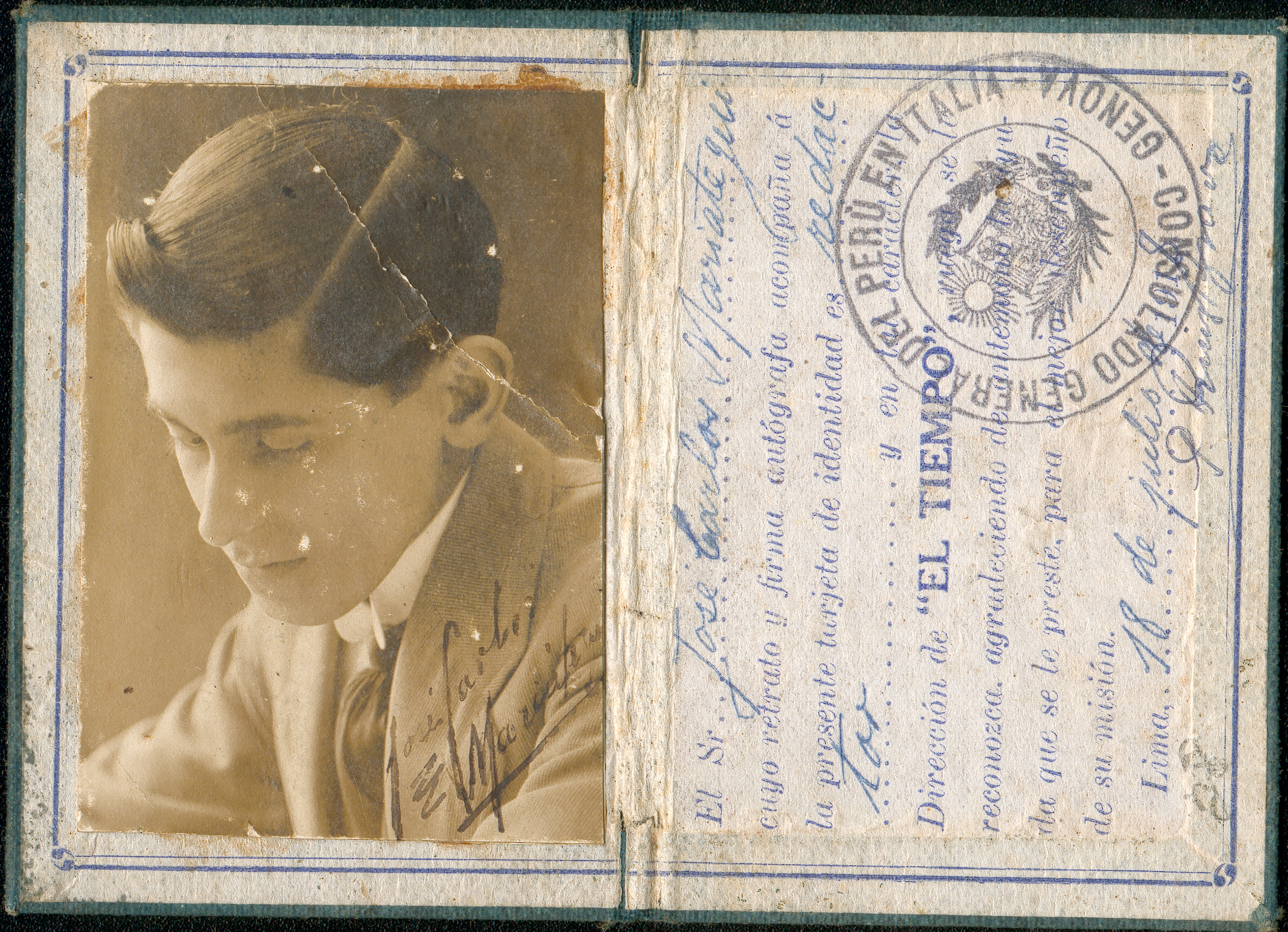
Première attestation de rédaction de José Carlos Mariátegui pour le journal 'El Tiempo'

Au XXe siècle, les courants d'avant-garde ont gagné en force, portés par des revues comme Colónida et Amauta, cette dernière fondée en 1926 par José Carlos Mariátegui, avec des collaborateurs éminents tels que César Vallejo,. Pendant ce temps, l'indigénisme a ressurgi dans la poésie de Luis Fabio Xammar. Les avant-gardes se sont fragmentées en diverses propositions lyriques, telles que celles de Xavier Abril, Alberto Hidalgo, Sebastián Salazar Bondy, Carlos Germán Belli, entre autres, qui ont exploré de nouveaux champs expressifs.
Dans la prose péruvienne du XIXe siècle, le costumbrisme de Manuel Ascensio Segura et Ricardo Palma, ainsi que le modernisme de Manuel González Prada et José Santos Chocano, ont marqué la direction littéraire. Déjà au XXe siècle, la prose indigéniste a atteint certains de ses moments culminants avec Ciro Alegría et José María Arguedas, dont les influences se sont étendues à des auteurs comme Sebastián Salazar Bondy, Manuel Scorza et Julio Ramón Ribeyro. Mario Vargas Llosa et Alfredo Bryce Echenique, tout en restant dans une approche réaliste, ont incorporé de nouvelles techniques narratives.
En poésie, des figures telles qu'Emilio Adolfo Westphalen, Jorge Eduardo Eielson, Carlos Germán Belli, Arturo Corcuera, Antonio Cisneros, Wáshington Delgado, Marco Martos et Carmen Ollé se distinguent. Dans la narration contemporaine, Miguel Gutiérrez, Gregorio Martínez, Alonso Cueto et Gustavo Rodríguez, parmi d'autres, se démarquent.

### Musiques et danses

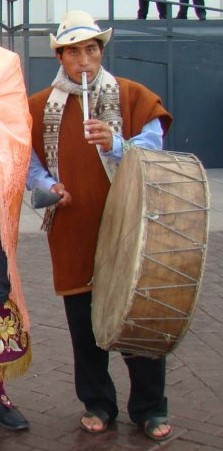
Le musicien joue de la pinkullo d'une main et bat du tambour tinya de l'autre lors d'une Huari Danza au Pérou.

Les cultures andines préhispaniques du Pérou se caractérisaient par leur riche tradition en expressions artistiques, particulièrement dans la musique. La plupart des travaux agricoles communautaires étaient accompagnés de musique et de chants, connus en quechua sous le nom de taqui. La diversité ethnique du Pérou ancien a donné lieu à une coexistence de diverses traditions et coutumes, qui ont perduré au fil du temps et ont été fondamentales pour le développement du folklore péruvien posthispanique.
Aujourd'hui, les différentes manifestations musicales, telles que la danse et le chant, les fêtes populaires (religieuses et non religieuses), l'artisanat, la gastronomie, et d'autres activités qui varient selon les régions, constituent des expressions significatives du patrimoine culturel péruvien et latino-américain.
Les musiciens andins préhispaniques utilisaient principalement des instruments à vent, comme la quena, le pinkillo, l'erke, l'antara ou siku (également connue sous le nom de zampoña), et le pututo. Ils utilisaient également des instruments de percussion, comme la tinya (tambour à main), les pomatinyas (fabriqués en peau de puma), et les runatinyas (fabriqués en peau humaine), utilisés dans les batailles, ainsi que le wankar, un tambour de grandes dimensions.
Avec l'arrivée des Espagnols, des instruments européens comme les harpes, les guitares, les vihuelas, les bandurrias et les luths ont été introduits. De la combinaison de ces instruments avec les autochtones ont émergé des instruments métis comme la harpe andine et le charango, dont le corps est fabriqué avec la carapace du tatou.
Le métissage culturel ne s'est pas limité au contact entre les cultures indigènes et européennes ; l'influence africaine s'est également manifestée dans les rythmes et les instruments de percussion. Cette influence se reflète dans des formes musicales telles que le festejo et la zamacueca.

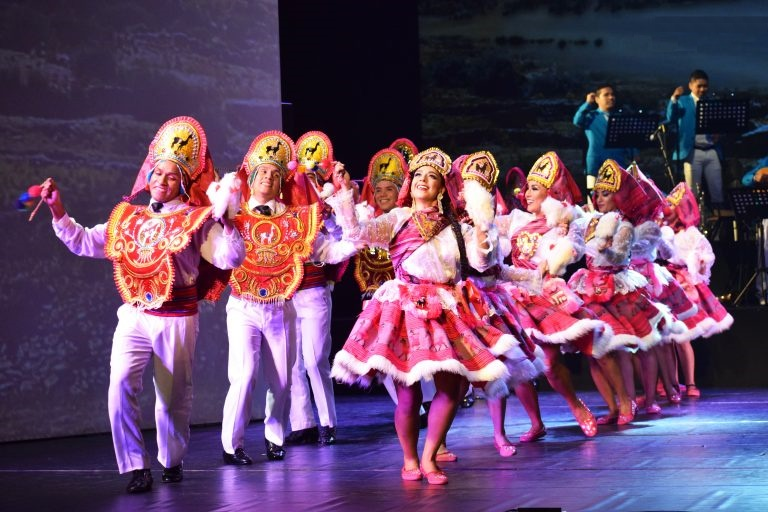
La Llamerada est une danse traditionnelle qui rend hommage aux lamas, animaux sacrés des Andes. Les danseurs, vêtus de costumes colorés, imitent les mouvements élégants de ces camélidés.

Parmi les danses d'origine native, on distingue celles liées au travail agricole, à la chasse et à la guerre. Certaines de ces chorégraphies présentent une certaine influence chrétienne. Deux des danses andines les plus représentatives sont la kashua, de caractère communal, qui se danse en groupe dans des espaces ouverts, et le wayño ou huayno, une danse de salon qui se danse en couple dans des espaces fermés. Sont également d'origine andine le yaraví et le triste, des chansons aux paroles souvent très sentimentales.
Certaines danses rituelles incluent l'achocallo, la pinkillada, la llamerada (qui imite la démarche des lamas), et la kullawada (des fileuses). En ce qui concerne les danses propitiatoires de la chasse, on peut mentionner la llipi-puli et la choq'elas, des danses colorées de l'altiplano liées à la chasse de la vigogne.
Parmi les danses de guerre se trouvent le chiriguano, d'origine aymara ; le chatripuli, qui satirise les soldats royalistes espagnols ; et le kena-kenas, qui fait référence aux soldats chiliens qui ont occupé le Pérou pendant la guerre du Pacifique (1879). Il est également pertinent de mentionner les danses de carnaval, une festivité occidentale qui, dans les Andes péruviennes, coïncide avec la période des récoltes ; de nombreuses communautés rurales célèbrent cette occasion avec des rites ancestraux et des danses métisses, marquant l'initiation des jeunes et, dans de nombreux cas, la formation de nouveaux couples.

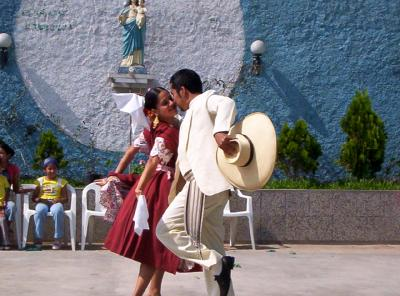
La marinera norteña, un héritage culturel du Pérou, se caractérise par des pas élégants et des mouvements sensuels. C'est une véritable sérénade dansée.

La danse péruvienne la plus connue au niveau international est la marinera norteña, qui représente la galanterie d'un homme envers une jeune fille. Il existe des variantes locales de cette danse à Lima et dans d'autres régions du pays.
Les fêtes populaires, qui sont le résultat des traditions et des légendes de chaque village, réunissent musique, danses, plats et boissons typiques. En plus des festivités religieuses, telles que Noël, le Corpus Christi ou la Semaine Sainte, il en existe d'autres qui expriment le syncrétisme entre les croyances autochtones et chrétiennes, comme les foires des alasitas (un mot aymara que certains spécialistes interprètent comme "achète-moi"), qui combinent une foire d'artisanat et de miniatures avec des danses, des plats et une messe. Une autre festivité importante est le pèlerinage du Q'oyllor-riti (Cuzco), qui intègre l'ancien culte des apus (divinités tutélaires des montagnes) avec un pèlerinage vers un sanctuaire chrétien, lors d'une marche jusqu'à un sommet enneigé à plus de 5 000 m d'altitude.
Parmi les artisanats les plus répandus au Pérou figurent la céramique, tant artistique qu'utilitaire, la sculpture, l'orfèvrerie, le repoussé de cuir, le tissage en paille, et le textile, mettant en avant les tissus colorés en laine d'alpaga.

### Gastronomie

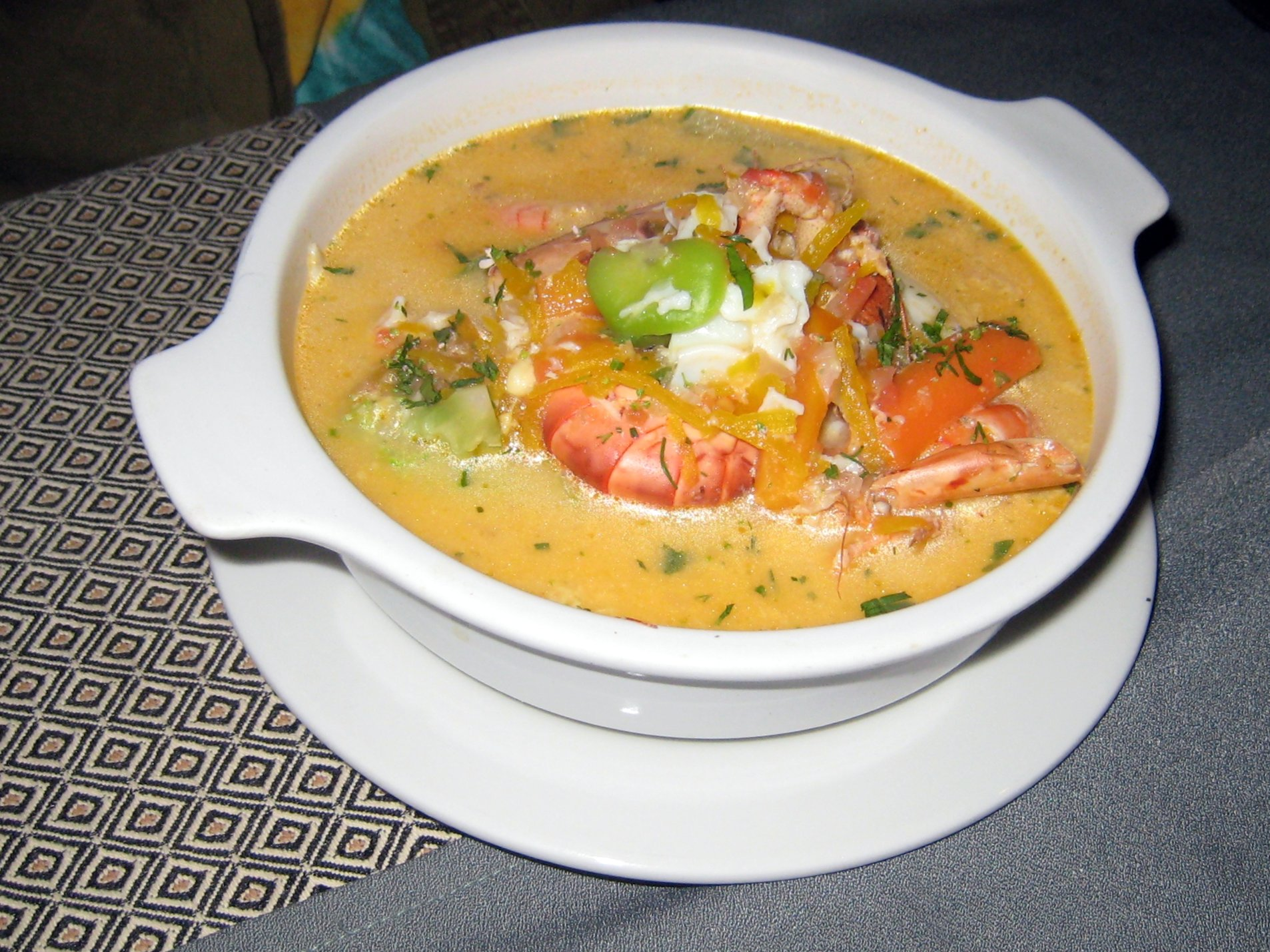
Le chupe de camarones, un plat typique d'Arequipa, est une soupe épaisse à base de camarons, de pommes de terre, de maïs et d'une variété de légumes. Sa saveur unique est due à l'ajout de fromage frais et d'herbes aromatiques.

La grande variété d'aliments autochtones, tels que le maïs, la tomate, la pomme de terre, l'uchu ou ají, l'oca, l'olluco, l'avocat (palta), et des fruits comme la chérimole, la lúcuma et l'ananas, ainsi que des animaux comme les tarucas (cerfs), lamas et cochons d'Inde, a donné lieu, en se combinant avec les traditions culinaires européennes et mauresques, à l'apparition de nouveaux plats et modes de préparation. Les arrivées successives d'Africains et de Chinois ont également influencé le développement de la cuisine créole, qui est aujourd'hui variée et riche.
Parmi les plats les plus représentatifs de la cuisine péruvienne figurent le ceviche (poisson et fruits de mer marinés dans du jus de citron), le chupe (soupe) de crevettes, les anticuchos (cœur de bœuf grillé en brochettes), l'olluco avec du charqui, la pachamanca andine (viandes, tubercules et fèves cuits dans un four de pierres), le lomo saltado (viande sautée avec tomate et oignon, servie avec des frites et du riz) d'influence chinoise, et le picante de cuy. Ces plats sont généralement accompagnés de boissons typiques telles que la chicha de jora (maïs tendre séché au soleil), à très faible teneur en alcool, ainsi que des chichas de maïs violet ou de cacahuètes, rafraîchissantes et sans alcool.

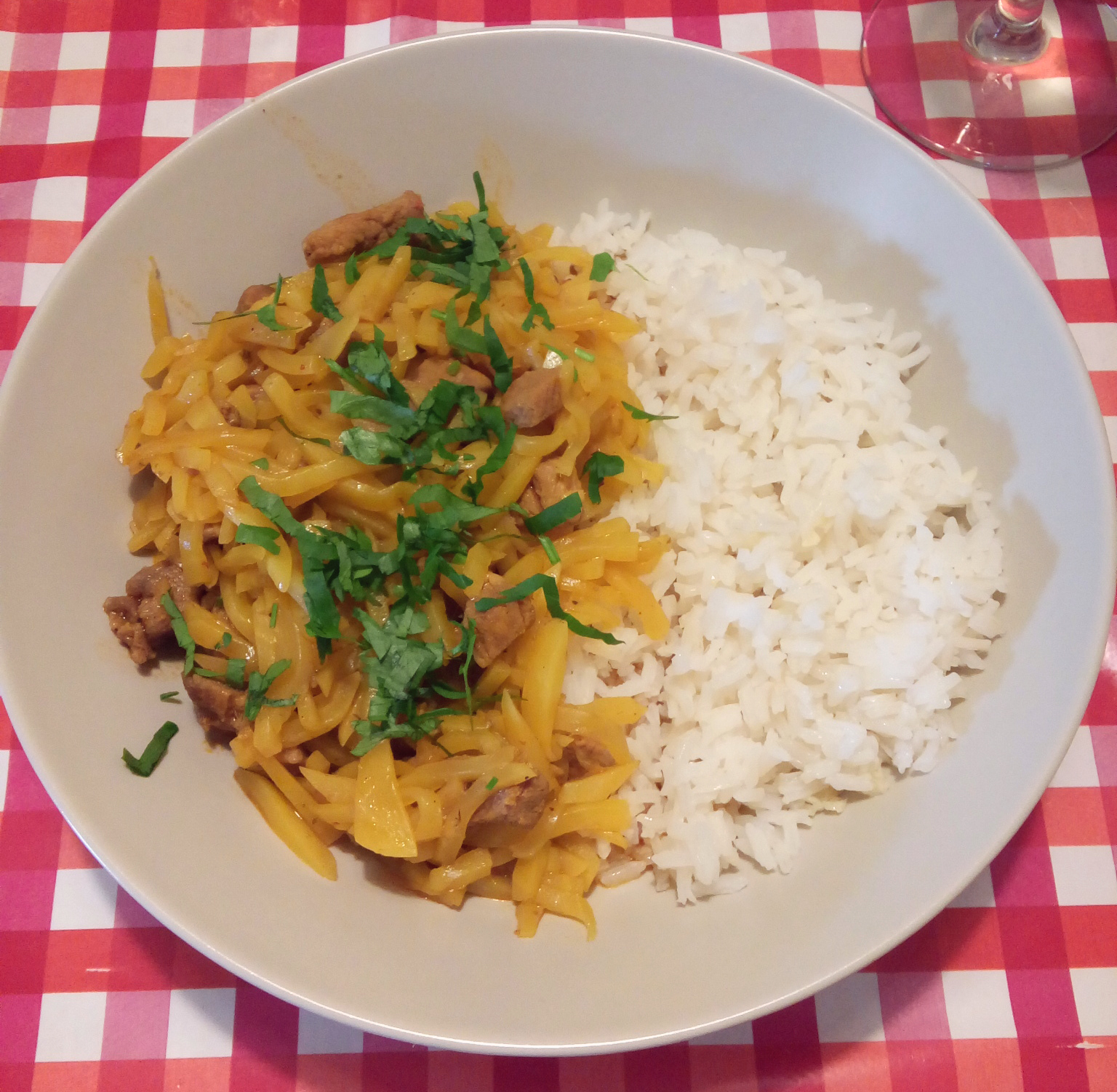
Lolluquito con charqui, un plat riche en histoire, est préparé avec des ollucos, un tubercule andin, et du charqui, de la viande séchée. C'est un plat réconfortant et nourrissant.

Le chef de file de la cuisine péruvienne est sans doute le célèbre cuisinier Gastón Acurio.
La cuisine péruvienne poursuit son évolution multipliant les innovations sans pourtant trahir la tradition, comme le montre bien la nouvelle cuisine andine ou Cocina Novoandina (es).
À partir des années 2000, des boutiques péruviennes puis des boutiques en ligne très diversifiées (mais dont le cœur d'activité reste centré sur la gastronomie) apparaissent en Europe et particulièrement en Espagne, Italie, France.

### Fêtes
| Date                           | Fêtes                                |
| ------------------------------ | ------------------------------------ |
| 1er janvier                    | Nouvel An                            |
| Février                        | Carnaval                             |
| Mars/avril                     | La Semaine sainte                    |
| 1er mai                        | Fête du Travail                      |
| 2e dimanche de mai             | Jour de la Mère ou Día de la Madre   |
| 7 juin                         | Fête du Drapeau ou Día de la Bandera |
| 3e dimanche                    | Jour du Père ou Día del Padre        |
| 23 et 24 juin                  | Fête de Saint-Jean                   |
| 24 juin                        | Jour du Paysan                       |
| 29 juin                        | San Pedro et San Pablo               |
| 28 et 29 juillet               | Fête de la Patrie                    |
| 30 août                        | Santa Rosa de Lima                   |
| Du 1er octobre au 1er novembre | Señor de los Milagros                |
| 8 octobre                      | Bataille navale d'Angamos            |
| 31 octobre                     | Jour de la Chanson créole            |
| 1er novembre                   | Jour de Tous les saints              |
| 2 novembre                     | Jour des morts ou Día de los Muertos |
| 3 novembre                     | San Martín de Porres                 |
| 8 décembre                     | Jour de l'Immaculée Conception       |
| 24 décembre                    | La Nochebuena                        |
| 25 décembre                    | Noël                                 |

### Médias
Dans le pays, la liberté d'expression et la liberté de la presse sont protégés par la Constitution nationale. Selon une étude réalisée en 2022 par l'organisation Reporters sans frontières, le Pérou est le huitième pays d'Amérique latine avec la plus grande liberté de presse. Les communications du pays sont réglementées dans le cadre des fonctions du Ministère des transports et des communications. Les médias de masse les plus utilisés sont la presse écrite, la radio et la télévision.
Le premier journal péruvien était la Gaceta de Lima, qui a circulé pour la première fois en 1715. La Gazette officielle El Peruano, fondée le 22 octobre 1825 par Simón Bolívar, est actuellement[C'est-à-dire ?] le journal le plus ancien du pays et d'Amérique. Lima est le siège des principaux et des plus grands journaux à diffusion nationale, parmi lesquels : Diario Correo, El Comercio, El Bocón, Expreso, La Razón, La República, Líbero, Perú 21, Todo Sport et Trome.
La première station de radio du pays s'appelait OAX, elle a été inaugurée le 20 juin 1925 par le président d'alors Augusto Leguía. Plusieurs stations AM et FM émettent depuis la capitale péruvienne avec une portée locale, nationale et internationale. Selon une enquête réalisée par la Compañía Peruana de Estudios de Mercado y Opinión Pública S.A.C. en 2017, les stations de radio les plus écoutées à l'échelle nationale sont : Radio Programas del Perú, Moda, Karibeña, Ritmo Romántica, La Zona, Onda Cero, Panamericana, Nueva Q, La Kalle et Radio Felicidad.
En 1939, la première émission télévisée expérimentale a été réalisée dans le pays lorsqu'un film et un programme artistique ont été diffusés depuis le Collège national Nuestra Señora de Guadalupe. Puis un autre test a été effectué, cette fois depuis le Gran Hotel Bolívar le 28 mai 1954. Enfin, le 17 janvier 1958, la chaîne d'État commence ses émissions, avec la transmission d'un documentaire. Les chaînes de télévision nationales les plus importantes sont : TV Perú (chaîne de télévision publique), América Televisión, ATV, La Tele, Latina Televisión, Global Televisión, Panamericana Televisión et RBC Televisión.

#### Histoire
- W. Alva, Les Incas : Les civilisations andines des origines aux Incas, Paris, Gründ, 1999.
- Carmen Rosa Balbi, Pérou : l'agonie du fujimorisme, Paris, Documentation française, 2000.
- Lucie Bullick, Pouvoir militaire et société au Pérou aux XIXe et XXe siècles, Paris, Publications de la Sorbonne (no 26), 1999.
- Henri Favre, Les Incas, Paris, Presses universitaires de France, 2003.
- Juan Mariátegui, Militarisme, développement capitaliste et réforme agraire : le cas du Pérou (1968-1980), Lima, CLENALA, 2002.
- Alfred Métraux, Les Incas, Paris, Seuil, coll. « Points Histoire », 1983.
- María Rostworowski de Diez Canseco et Simon Duran, Le Grand Inca : Pachacútec Inca Yupanqui, Paris, Tallandier, 2008.
- (es) María Rostworowski de Diez Canseco, Historia del Tahuantinsuyu, Lima, IEP (Instituto de Estudios Peruanos) (no 13), 1999.
- Nathan Wachtel, La vision des vaincus : les Indiens du Pérou devant la conquête espagnole, 1530-1570, Paris, Gallimard, 1992.

#### Géographie
- (es) « Perú: Compendio Estadístico 2005 » [PDF], Instituto Nacional de Estadística e Informática (consulté le 20 mai 2009), p. 120.
- Claude Collin Delavaud, Les régions côtières du Pérou septentrional : occupation du sol, aménagement régional, Lima, Institut français d'études andines, 1968.
- Olivier Dollfus, Le Pérou : introduction géographique à l'étude du développement, Paris, Institut des Hautes Études de l'Amérique latine (no 22), 1968.
- (es) Instituto Nacional de Estadística e Informática.2001. Perú: Estimaciones y Proyecciones de Población, 1950–2050. Lima: INEI.
- (es) Instituto Nacional de Estadística e Informática.2008.Perfil sociodemográfico del Perú. Lima: INEI.
- (es) « World Population Prospects: The 2006 Revision. Highlights »(Archive.org • Wikiwix • Archive.is • Google • Que faire ?) [PDF], United Nations, New York, 2007.
- (en) Mario Vázquez, « Immigration and mestizaje in nineteenth-century Peru », dans Magnus Mörner, Race and class in Latin America, New York, Columbia University Press, 1970, p. 73-95.

#### Économie et Institutions politiques
- (es) Banco Central de Reserva, Cuadros Anuales Históricos.
- (es) Banco Central de Reserva, Memoria 2006, Lima, BCR, 2007.
- (es) Congreso de la República del Perú, Grupos Parlamentarios.
- (es) Constitución Política del Perú, 29 décembre 1993.
- (es) « Loi no 27867 : Ley Orgánica de Gobiernos Regionales » [archive du 2 juillet 2007] [PDF], PMDE, 16 novembre 2002 (consulté le 20 mai 2009), p. 130.
- Ethel Del Pozo et Maurice Godelier, Société, bergers et changements au Pérou : de l'hacienda à la mondialisation, Paris, l'Harmattan, 2003.
- Morrisson, Christian, et Centre de développement de l'OCDE, Dépenses d'éducation et de santé, et développement : les cas de l'Indonésie et du Pérou, Études du Centre de développement, Paris, OCDE, 2002.
- (es) Oficina Nacional de Procesos Electorales. Elecciones 2006.
- Nathalie Raymond, Le tourisme au Pérou : de Machu Picchu à Fujimori : aléas et paradoxes, Paris, l'Harmattan, coll. « Tourismes et sociétés », 2001.
- Hernando de Soto (1941-…), et Instituto Libertad y democracia (Lima), L'autre sentier : la révolution informelle dans le tiers monde. Textes à l'appui, série « Économie », Paris, éd. la Découverte, 1994.
- Mario Vargas Llosa, Un Barbare chez les civilisés, Paris, Gallimard, 1998.
- Rapport sur le développement humain 2021/2022 : Temps incertains, vies bouleversées : façonner notre avenir dans un monde en mutation, New York, Programme des Nations unies pour le développement, septembre 2022, 337 p. (ISBN 978-92-1-126452-4, lire en ligne).

#### Culture
- José María Arguedas (1911-1969), Tous sangs mêlés, Paris, Gallimard, 1980.
- (es) Víctor Andrés Belaunde, Peruanidad, Lima, BCR, 1983.
- Carmen Bernand, Un Inca platonicien : Garcilaso de la Vega, 1539-1616, Paris, Fayard, 2006.
- Martín Chambi (1891-1973) et José Carlos Huayhuaca, Martín Chambi, photographe, travaux de l'I.F.E.A. no 52, Lima, IFEA, 1989.
- Gilles Chazal et le musée du Petit Palais (Paris), Pérou : l'art de Chavín aux Incas, Petit Palais, musée des Beaux-Arts de la Ville de Paris, 5 avril-2 juillet 2006. Paris : Paris Musées.
- Garcilaso de la Vega, Inca (1539-1616), (trad. R. L Durand et M. Bataillon). 2000a. Commentaires royaux sur le Pérou des Incas, 2 volumes, Paris, La Découverte.
- Garcilaso de la Vega (1539-1616), Le Récit de l'Inca : extraits de « Commentaires royaux de l'Inca Garcilaso », Paris, Gallimard.
- Raoul d'Harcourt et Marguerite d'Harcourt, Les tissus indiens du vieux Pérou. (Documents d'art. Art ornemental), Paris,, A. Morancé, 1924.
- Rafael Larco Hoyle (1901-1966), Pérou : Archaeologia mundi, Genève, Nagel, 1966.
- Christelle Marchand, Jean-Luc Gester et université de Paris-Sorbonne, L'importance de la musique baroque coloniale du Haut Pérou des XVIIe et XVIIIe siècles, 2005, [S.l.].
- Carolina Orsini et Véronique Renucci, Les Incas : trésors d'une civilisation ancienne, Paris, White Star, 2008.
- Solange Rizoulières et al., Les royaumes préincaïques et le monde inca : Corpus précolombien, Aix-en-Provence, Edisud, 1994.
- Mario Vargas Llosa, Conversation à la Cathédrale, Paris, Gallimard, 1973.
- Mario Vargas Llosa, Dictionnaire amoureux de l'Amérique latine, Paris, Plon, 2005.
- Bernard Villaret, Arts anciens du Pérou, Papeete, éditions du Pacifique, 1978.